# Parc national des Écrins

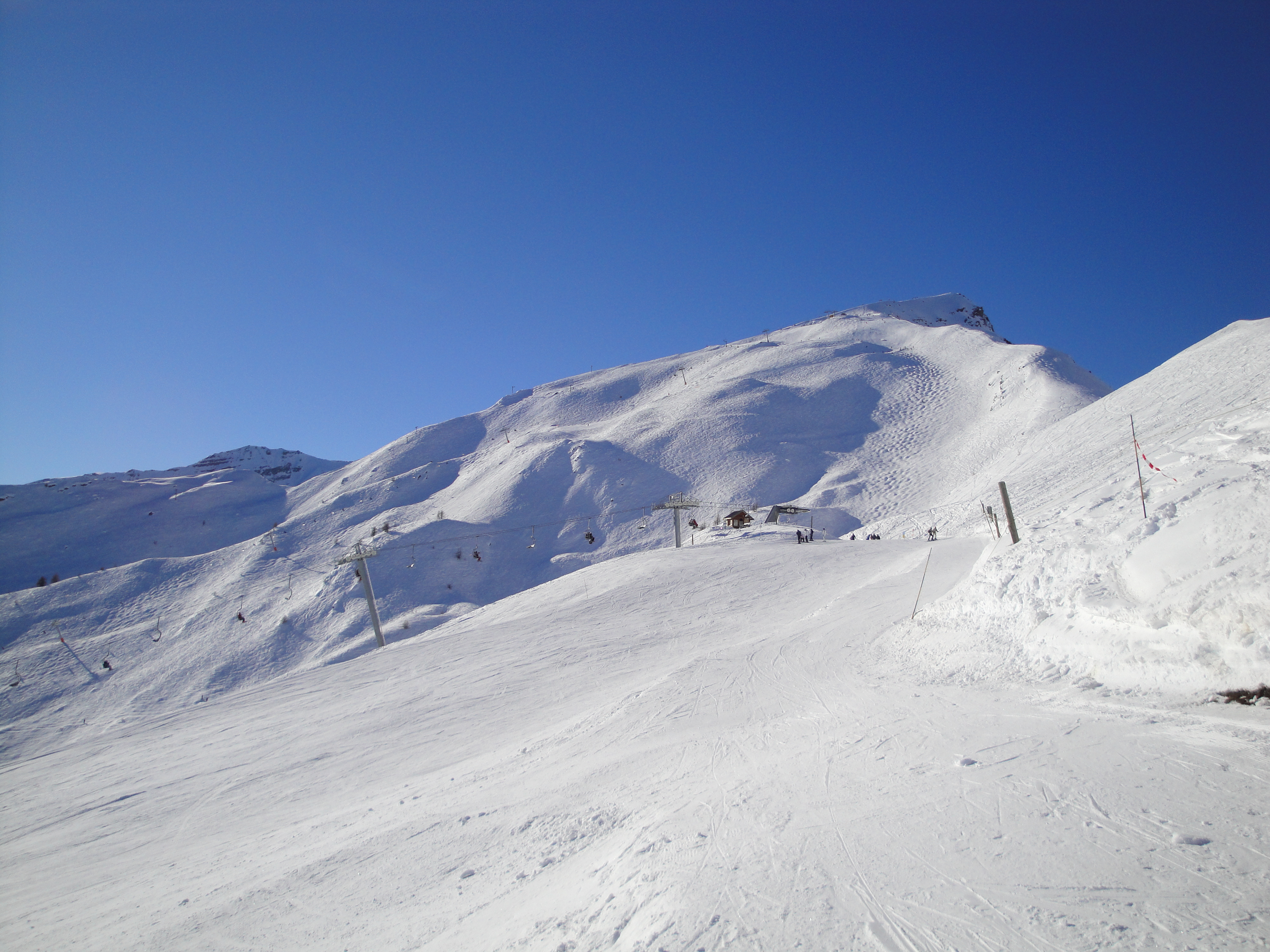
Pistes de ski à Puy-Saint-Vincent.

Le parc national des Écrins est un parc national français créé en 1973, après avoir été préfiguré dès 1913. Il est situé dans les Alpes, s'étendant sur une grande partie du massif des Écrins. Il se situe sur des communes de deux départements : l'Isère (région Auvergne-Rhône-Alpes) et les Hautes-Alpes (région Provence-Alpes-Côte d'Azur) et chevauche la limite entre Alpes du Nord et Alpes du Sud en France, formée par la ligne de partage des eaux entre le bassin hydrographique de l'Isère et celui de la Durance.
Son cœur est classé comme aire protégée de catégorie II par la Commission mondiale des aires protégées de l'Union internationale pour la conservation de la nature (UICN, principale organisation non gouvernementale mondiale consacrée à la conservation de la nature), tandis que son aire optimale d'adhésion est classée de catégorie V.

## Histoire
L'histoire du parc commence le 31 décembre 1913, lorsque l'État français acquiert 4 000 hectares de montagne sur les hauteurs de Saint-Christophe-en-Oisans (commune de l'Isère située dans le massif des Écrins). Ainsi est créé le « parc de la Bérarde » (hameau de Saint-Christophe-en-Oisans), sur le modèle de la réserve suisse de l'Engadine fondée quatre ans plus tôt. Il s'agissait de défendre la montagne contre l'envahissement des pâturages, qui entraînait érosion, déboisement et désordre torrentiel ; mais rapidement, les aspects scientifiques et pédagogiques du projet ont émergé. L'appel aux souscriptions était à peine lancé qu'éclatait la Première Guerre mondiale et le processus pour doter les parcs nationaux d'un statut officiel fut interrompu.
L'Administration des eaux et forêts ne renonça pas néanmoins aux mesures de protection déjà mises en œuvre et, sans base réglementaire, continua d'administrer les terrains domaniaux acquis et ceux loués dans l'idée de les laisser en libre évolution. Le parc de la Bérarde change alors de dénomination à plusieurs reprises en étant officieusement assimilé à un parc national durant l'entre deux guerres : « Parc national de l’Oisans », puis en 1923 « Parc national du Pelvoux » agrandi à 13 000 ha. Le parc perd néanmoins cette qualification de « parc national » en 1962 et devient un parc domanial, « domaine privé de l’État soumis au régime forestier », avant de renaître en parc national des Écrins en 1973.
En 1960, en effet, le statut de parc national est créé. Voient alors le jour quatre premiers parcs, le parc national de la Vanoise et celui de l'île de Port-Cros en 1963, celui des Pyrénées en 1967, et celui des Cévennes en 1970. Cette même année, une mission de création est formée pour un parc national des Écrins, sur la base de l'ancien parc de la Bérarde devenu depuis 1962 une simple forêt domaniale. Et c'est finalement le 27 mars 1973 que le parc national des Écrins est créé, par décret du Premier Ministre.
Les premiers agents du parc sont recrutés par concours à partir de 1974, et dès 1976 le parc se dote d'un lieu d'accueil : la maison du Parc, à Vallouise ; cette maison est visitée par le président Valéry Giscard d'Estaing le 27 aout 1977. C'est dès cette année que commencent les premières actions du Parc : une tentative infructueuse de réintroduction de bouquetins, et la création des première bases de données scientifiques le 25 juin 1977. L'année suivante, en 1978, est monté le premier plan d'action pour l'accueil des touristes dans la zone périphérique.

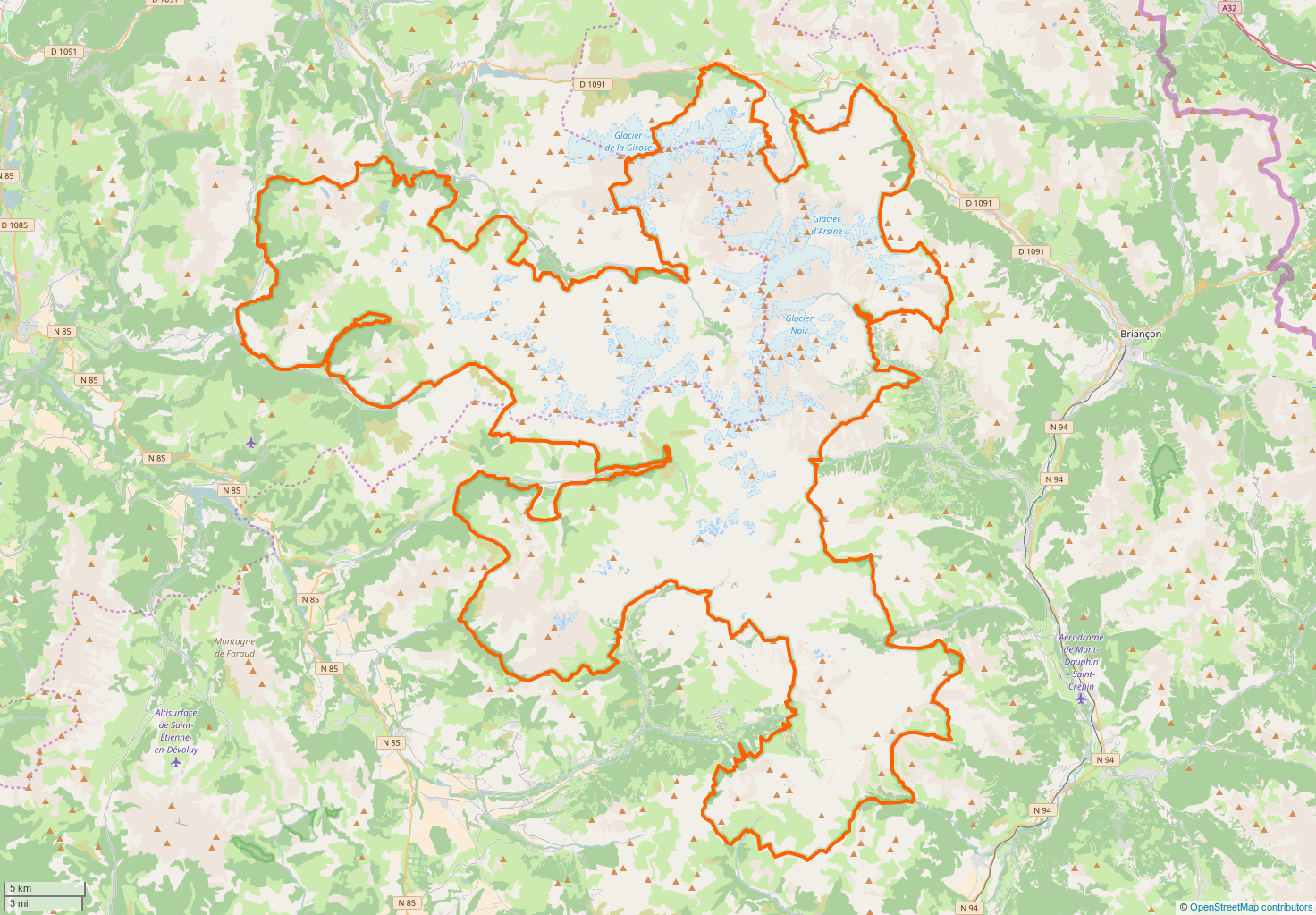
Périmètre du parc national.

Les années 1980 sont marquées par de grands travaux : le projet d'aménagement hydroélectrique de la haute-Romanche fait couler beaucoup d'encre en 1980, puis la sécurisation du lac d'Arsine (Briançonnais) à plus de 2 000 mètres d'altitude dès le printemps 1986. Enfin, en 1989, seize bouquetins sont réintroduits avec succès dans le Valbonnais ; les animaux provenaient des parcs de la Vanoise et du Vercors.

Le nouveau logo du Parc.

En 1990, est introduite une nouvelle charte graphique pour tous les parcs nationaux. Elle comprend notamment la fameuse spirale composée d'une multitude d'éléments (silhouettes animales, végétales et minérales) organisés selon une structure en spirale. C'est une représentation métaphorique du mouvement, de la richesse et de la complexité de la vie. En 1991, le siège du parc est déplacé au domaine de Charance, à Gap, où il se trouve toujours.
Les années 1990 sont placées sous le signe des conventions : la première convention escalade est signée en 1992, et de nombreux contrats de gestion des alpages sont entérinés avec les bergers en 1993. En 1995, outre la réintroduction de trente-et-un bouquetins, le parc innove en créant la première réserve naturelle intégrale de France, dans le vallon du Lauvitel. Le 11 juillet 1996, le parc signe la Charte de partenariat de développement durable avec la ministre de l'Environnement Corinne Lepage ; cette charte sera ensuite déclinée avec les collectivités territoriales, l'Office national des forêts et les chambres d'agriculture des Hautes-Alpes et de l'Isère.

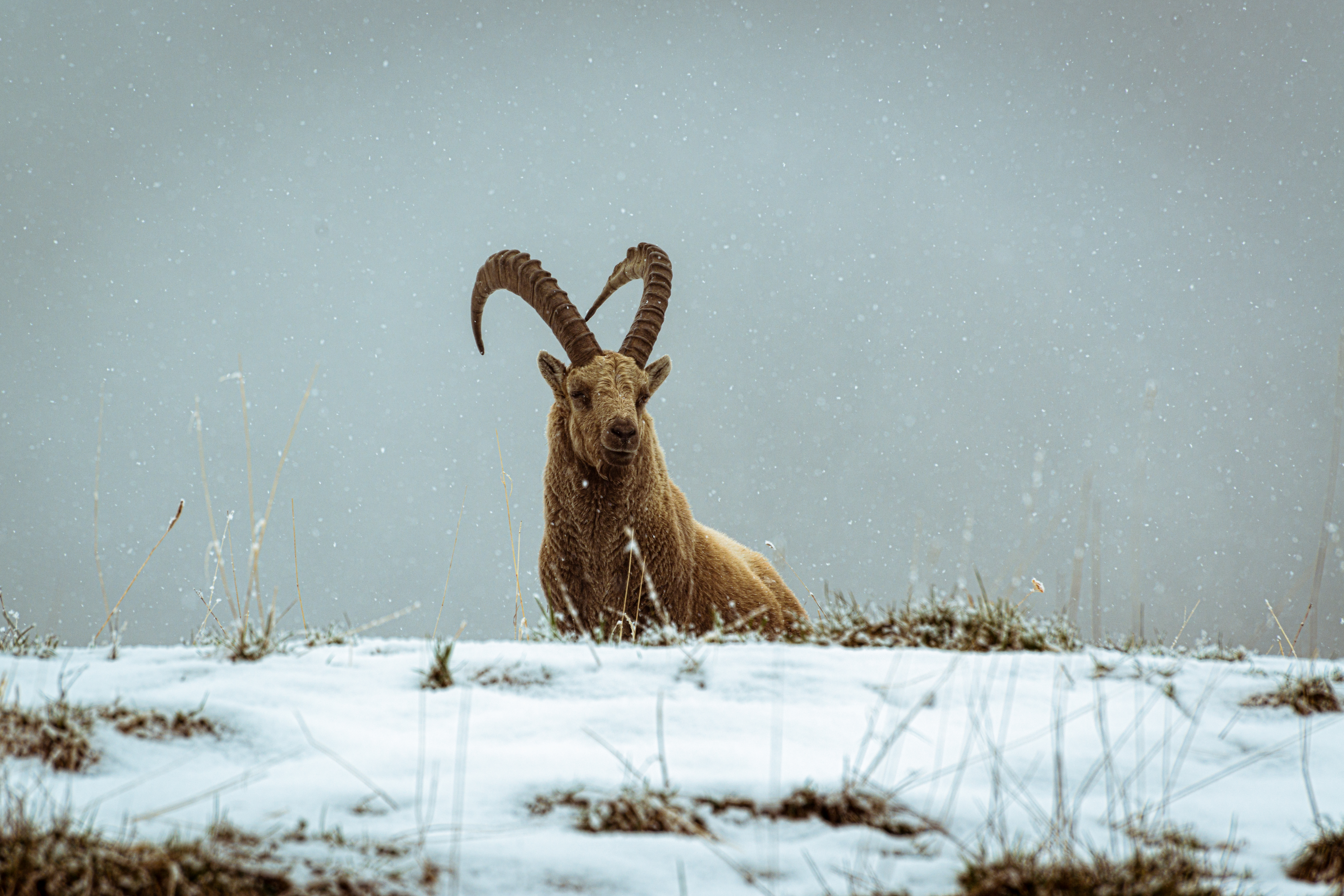
Bouquetin des Alpes (Capra ibex).

En 2006, une nouvelle loi pose le principe d'une division des parcs nationaux en deux zones distinctes :
- le « cœur de parc » (ancienne zone centrale), protégé réglementairement, dont le périmètre est défini par l'Etat ;
- l'« aire d’adhésion » (ancienne zone périphérique) où les mesures applicables sont coconstruites avec les acteurs locaux. Le territoire d'une commune ne fait partie du PN que si celle-ci approuvent la nouvelle charte[13].  La rédaction d'une nouvelle charte commence donc pour l'établissement national.

Le Conseil économique social et culturel du Parc national des Écrins est mis en place en 2008, au Monêtier-les-Bains.
2010 voit la structuration du programme « Alpages sentinelles », permettant une étude des alpages et des répercussions des évolutions du climat sur ceux-ci, avec un dialogue instauré entre bergers, éleveurs, scientifiques, techniciens pastoraux et agents du Parc.
En mai 2011, le projet de charte du parc est adopté à l'unanimité par le Conseil d'administration du Parc national des Écrins. Le 28 décembre 2012, un décret du Conseil d'État porte l'approbation de la charte du Parc national des Écrins. En 2013, pour le quarantième anniversaire du parc, 46 communes signent cette charte.
En octobre 2012, une reconnaissance internationale pour les travaux scientifiques effectués dans la réserve intégrale de Lauvitel intervient avec un classement UICN (Union internationale pour la conservation de la nature).
Les années 2010 voient la création de plusieurs éléments et services destinés au grand public : la nouvelle Maison du Parc à Vallouise et le site Internet Rando-Écrins sont inaugurés en 2014, et l'année suivante naît la Marque Esprit Parc national dans les Écrins. Dans la même décennie, plusieurs communes supplémentaires adhèrent la charte du parc national des Écrins, portant leur nombre total à 53 en 2015, ce qui correspond à un taux d'adhésion de 90 %. Dans le même temps, les études scientifiques se poursuivent, avec, par exemple, l'étude de l'évolution de la répartition géographique d'espèces de la flore et la géolocalisation de bouquetins dans le parc en 2013. Un atlas en ligne de la faune et la flore du parc, Biodiv'Écrins, est lancé en 2016.
En avril 2019, le parc est inclus dans la Liste verte de l'UICN, certification qui reconnaît les aires protegées dont la géstion est efficace et dont la gouvernance suit les standards établis par le dit organisme.
Fin décembre 2019, la zone cœur du parc s'agrandit de 705 ha avec l'intégration de deux réserves contiguës au cœur du parc: la réserve naturelle nationale de la haute vallée de Saint-Pierre et la réserve naturelle nationale des Pics du Combeynot, afin de simplifier la gestion de ces espaces.
Le parc s'est vu distingué par le Conseil de l'Europe comme Parc européen de la haute montagne. Le Conseil de l'Europe a renouvelé en 1996 le label obtenu 5 ans auparavant.

## Géographie

### Relief

Les Écrins par rapport à la région PACA.

Le territoire du parc national des Écrins (91 800 ha), créé en 1973, s'étend dans une zone située entre les villes de Gap (12 kilomètres à vol d'oiseau), Briançon (13 kilomètres) et Grenoble (23 kilomètres). Il est délimité par les vallées de la Romanche, la Guisane, la Durance et le Drac.
Le parc est situé entre une altitude d'environ 800 m et 4 102 m, et il compte une centaine de sommets situés à plus de 3 000 mètres et une quarantaine de glaciers (couvrant environ 17 000 hectares).

Il possède 740 km de sentiers entretenus et balisés, dont le GR 54 (tour de l'Oisans), et une trentaine de refuges de montagnes. Il contient de nombreux sommets dont celui de la Meije, se dressant à 3 983 m d'altitude, au-dessus du village de La Grave, le mont Pelvoux (3 946 m d'altitude) et celui de la barre des Écrins, point culminant du Parc à 4 102 m d'altitude.

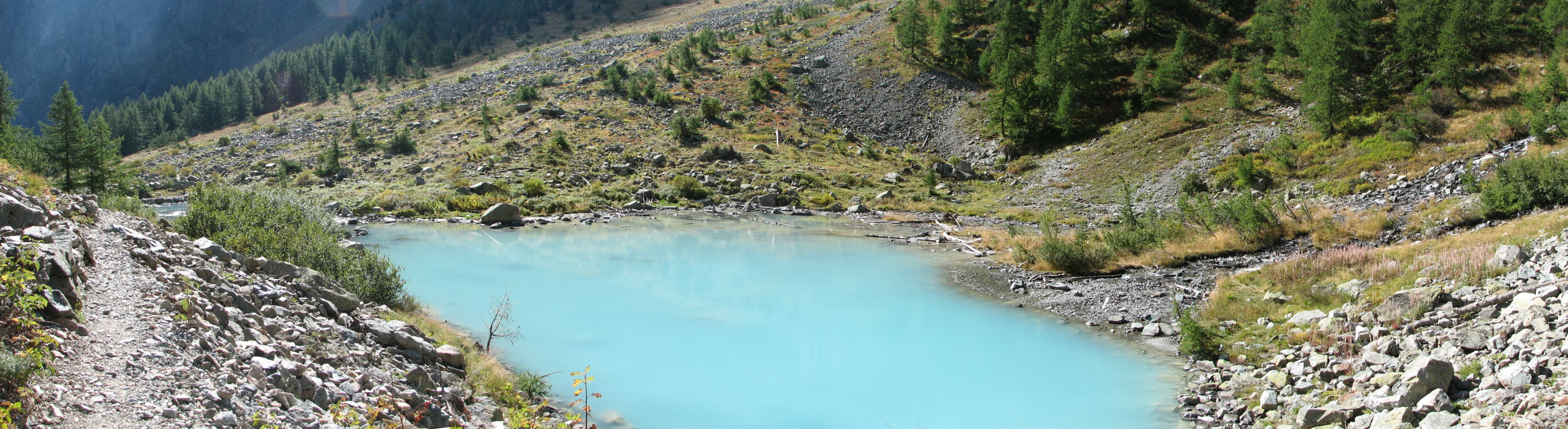
Le lac de la Douche.
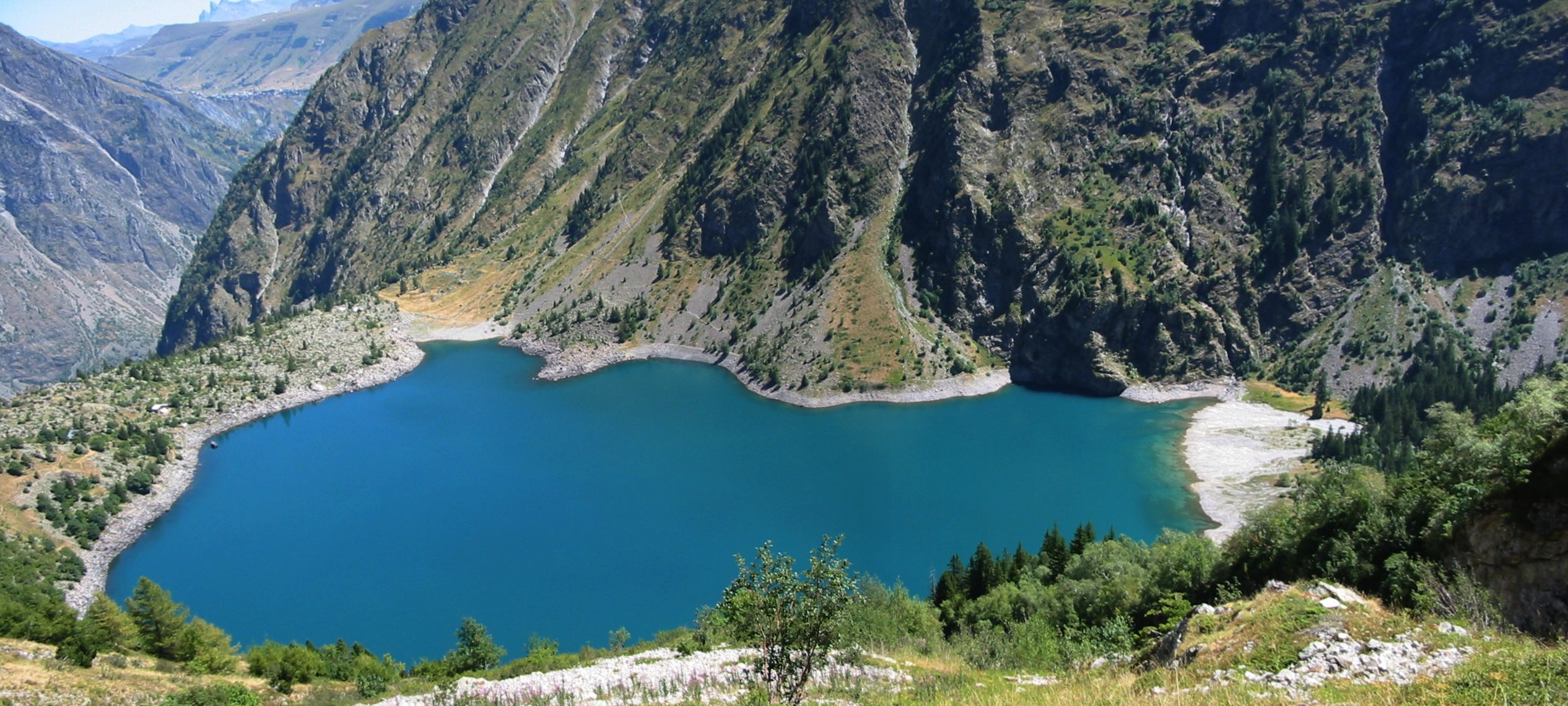
Le lauvitel
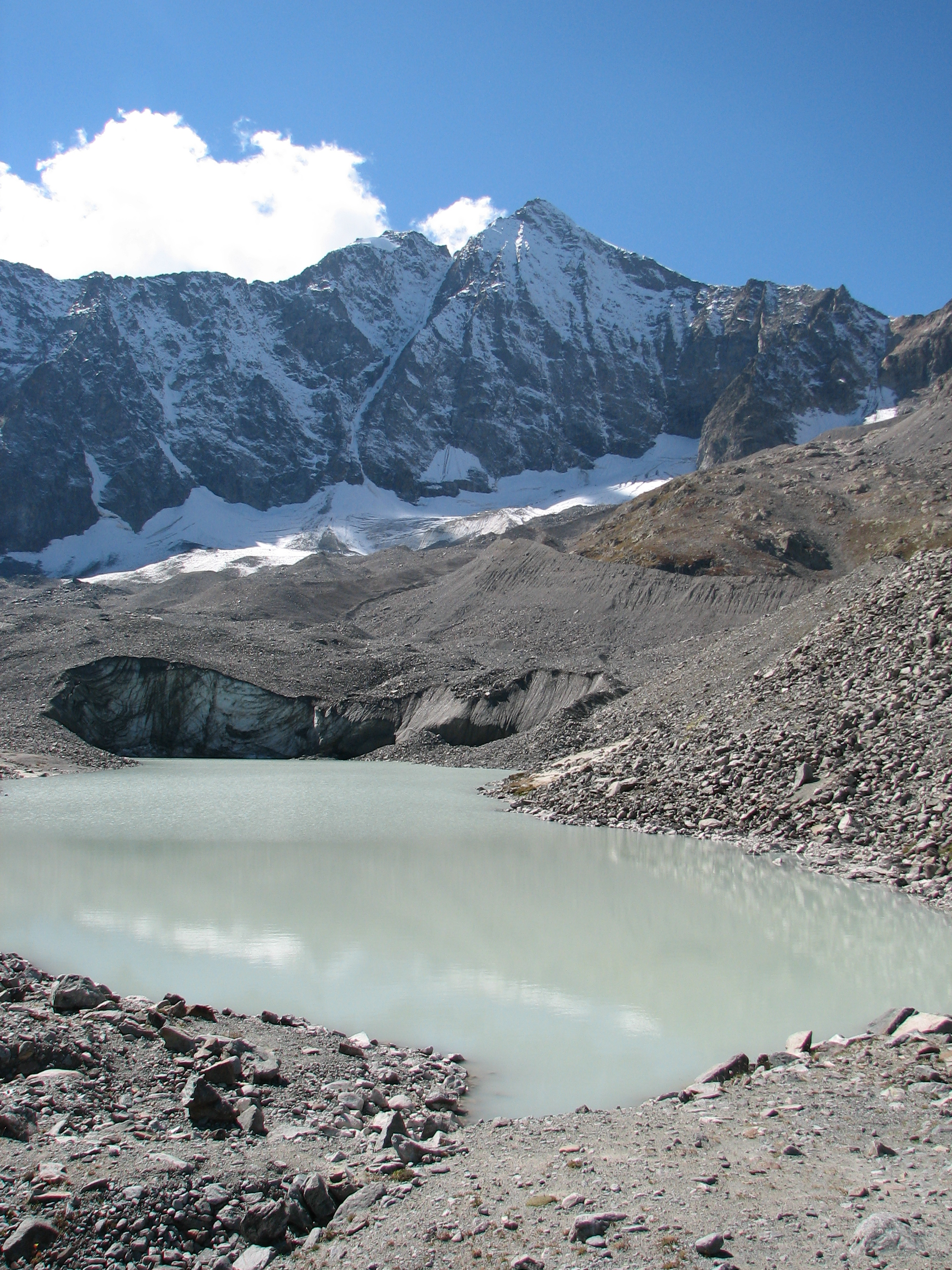
Le glacier d'Arsine et son lac glaciaire
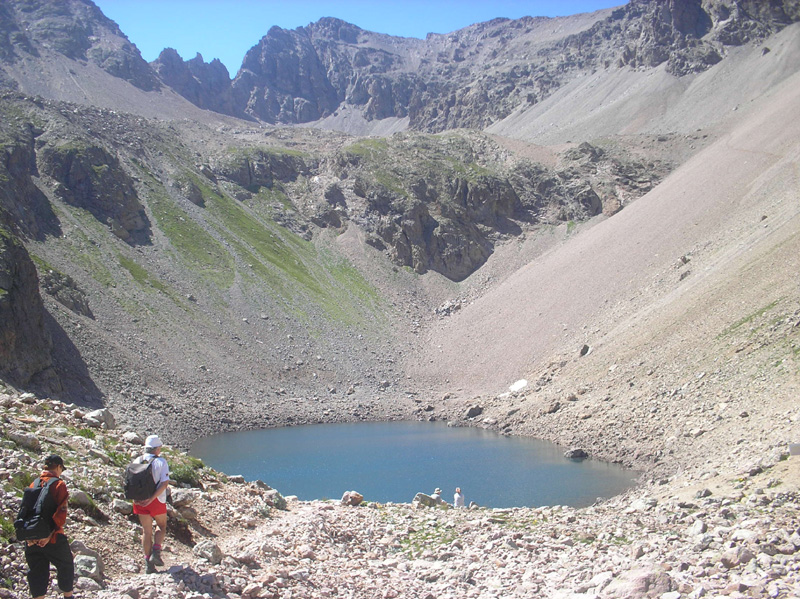
Le lac du Combeynot
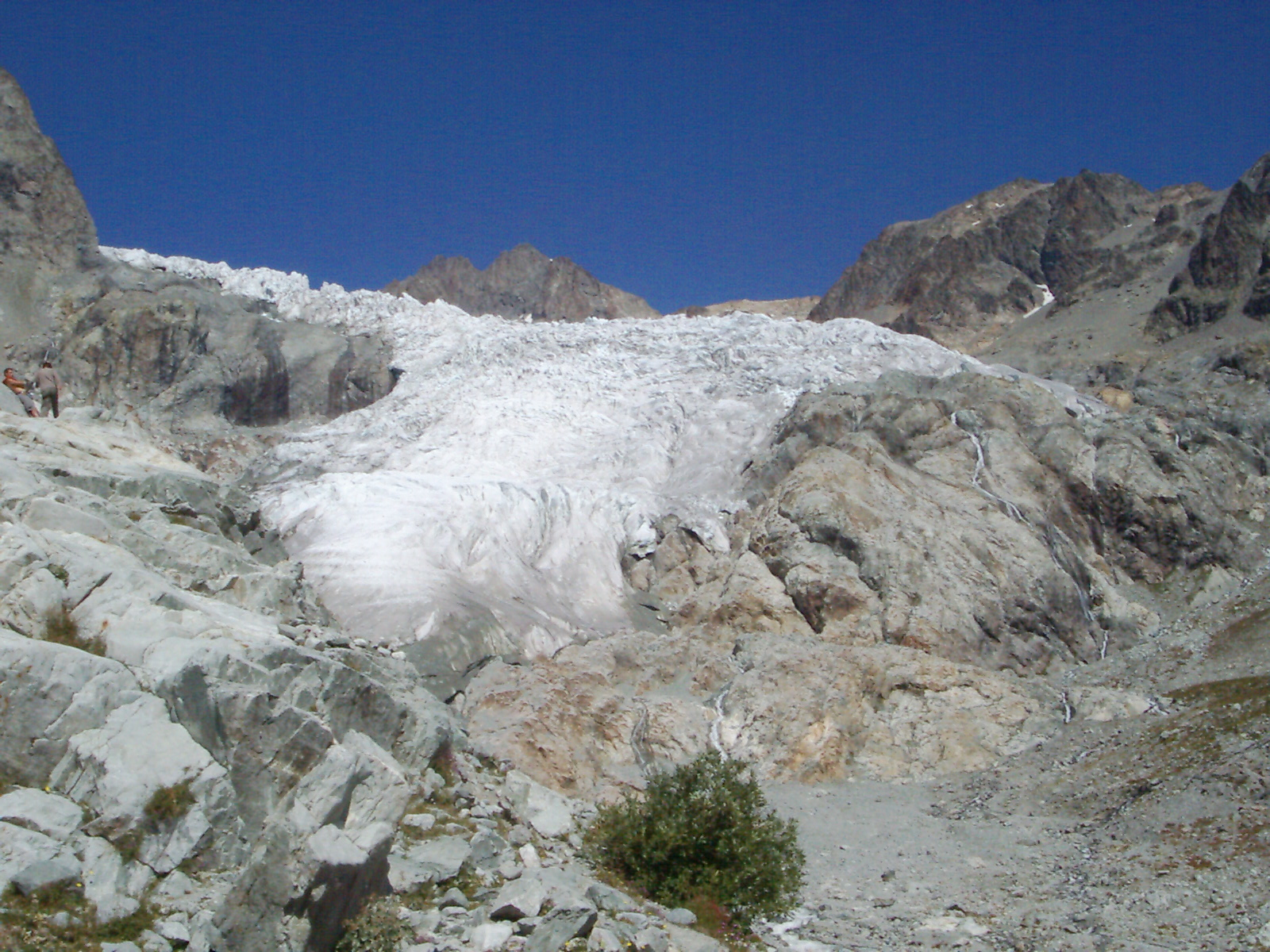
Le Glacier Blanc
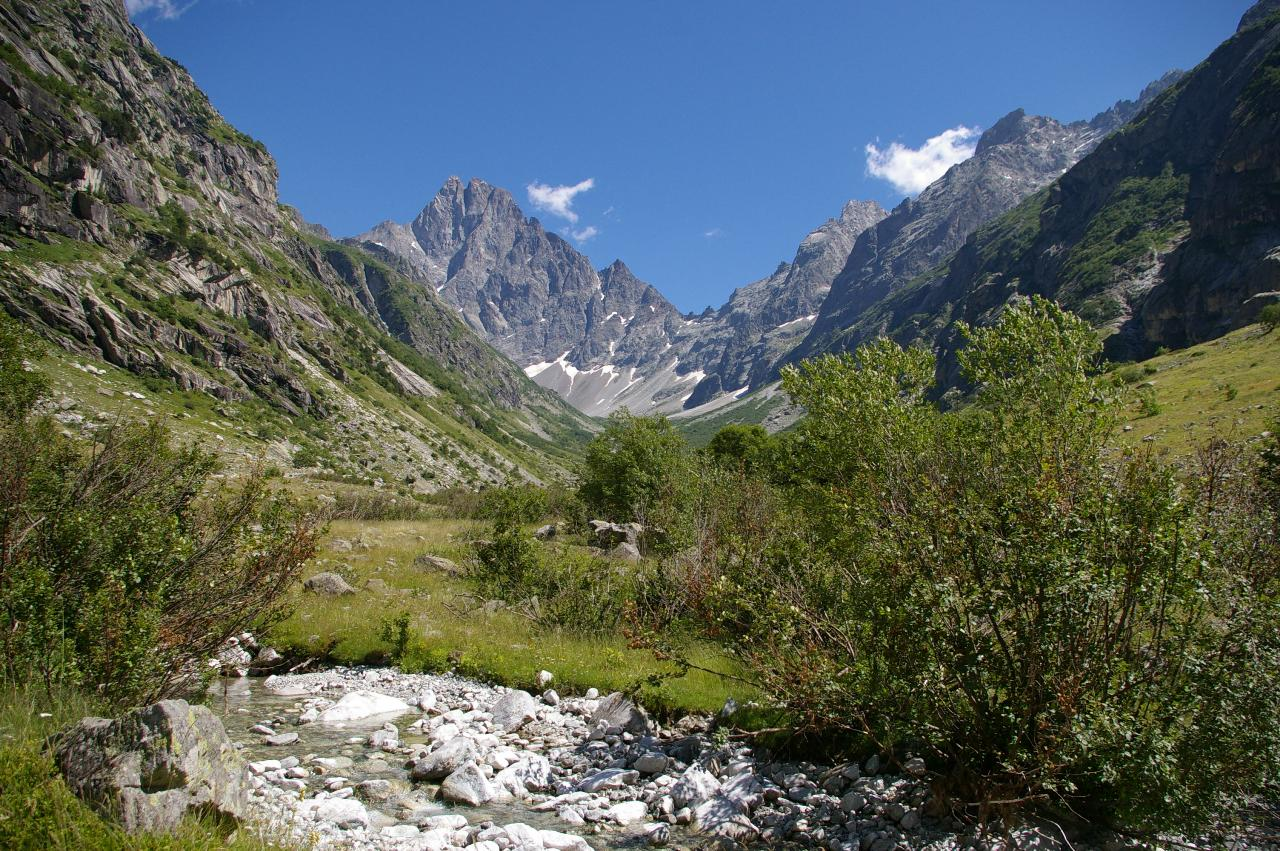
L'Olan
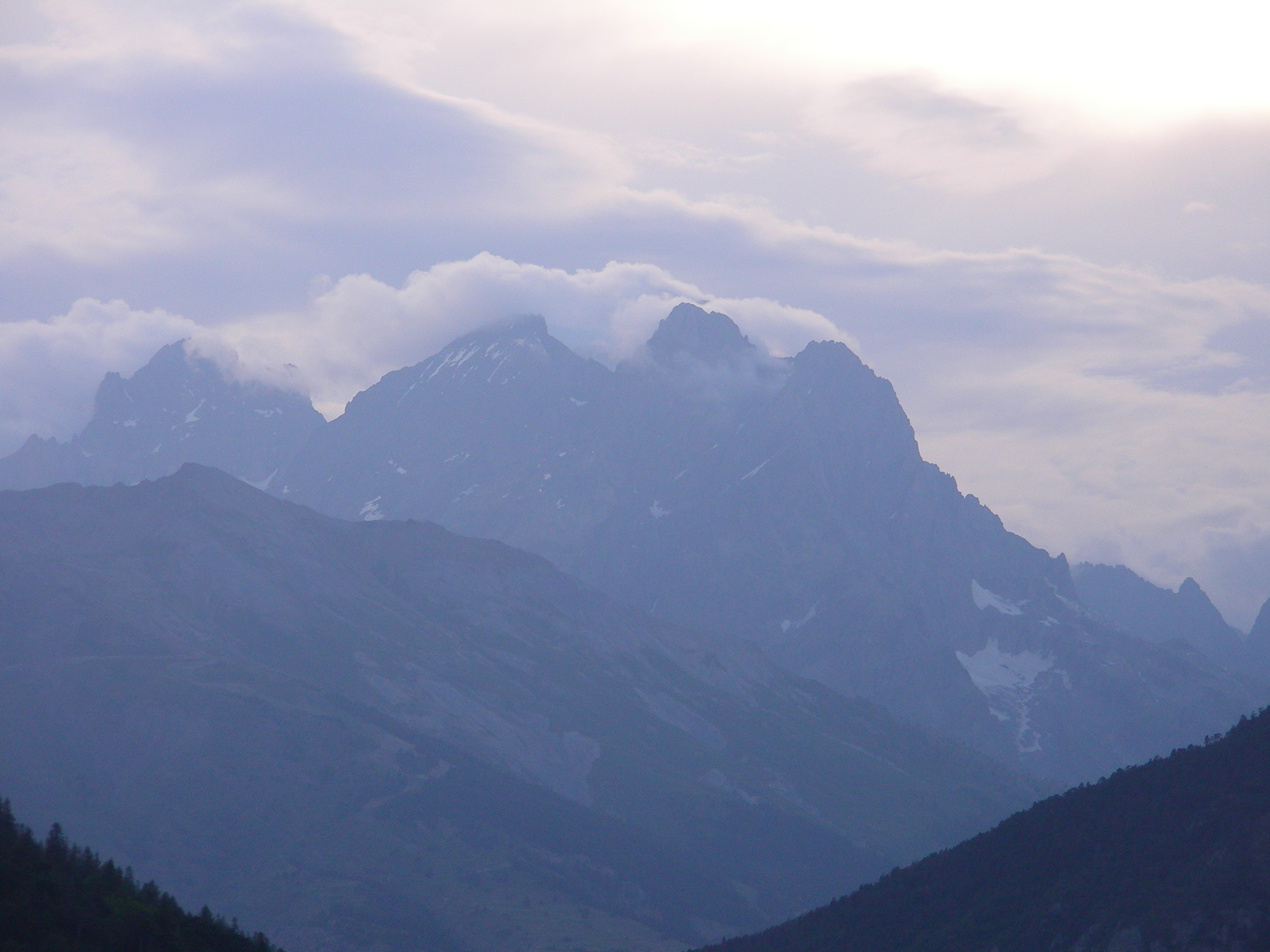
Mont Pelvoux
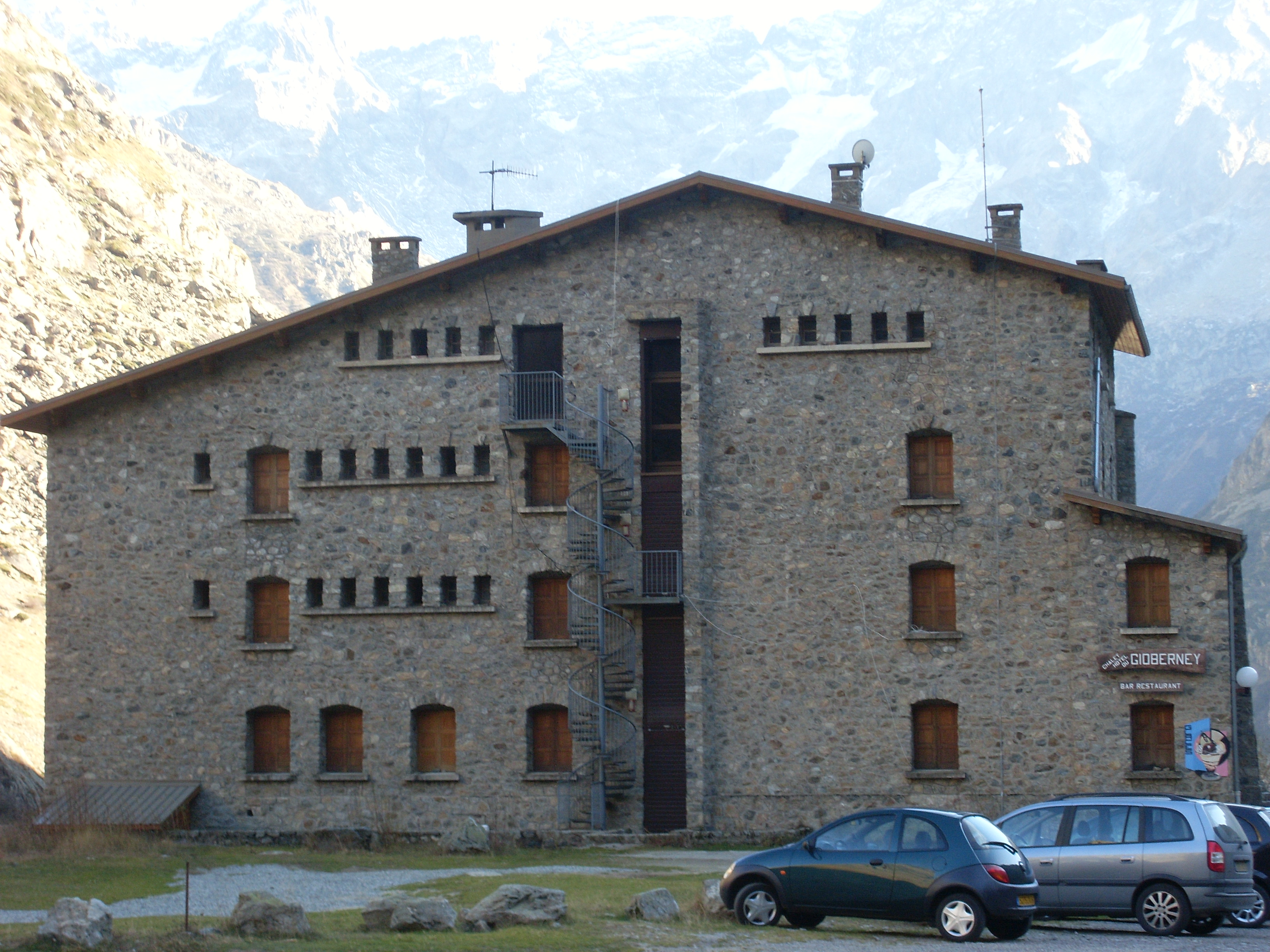
Refuge habité du Gioberney à La Chapelle-en-Valgaudémar
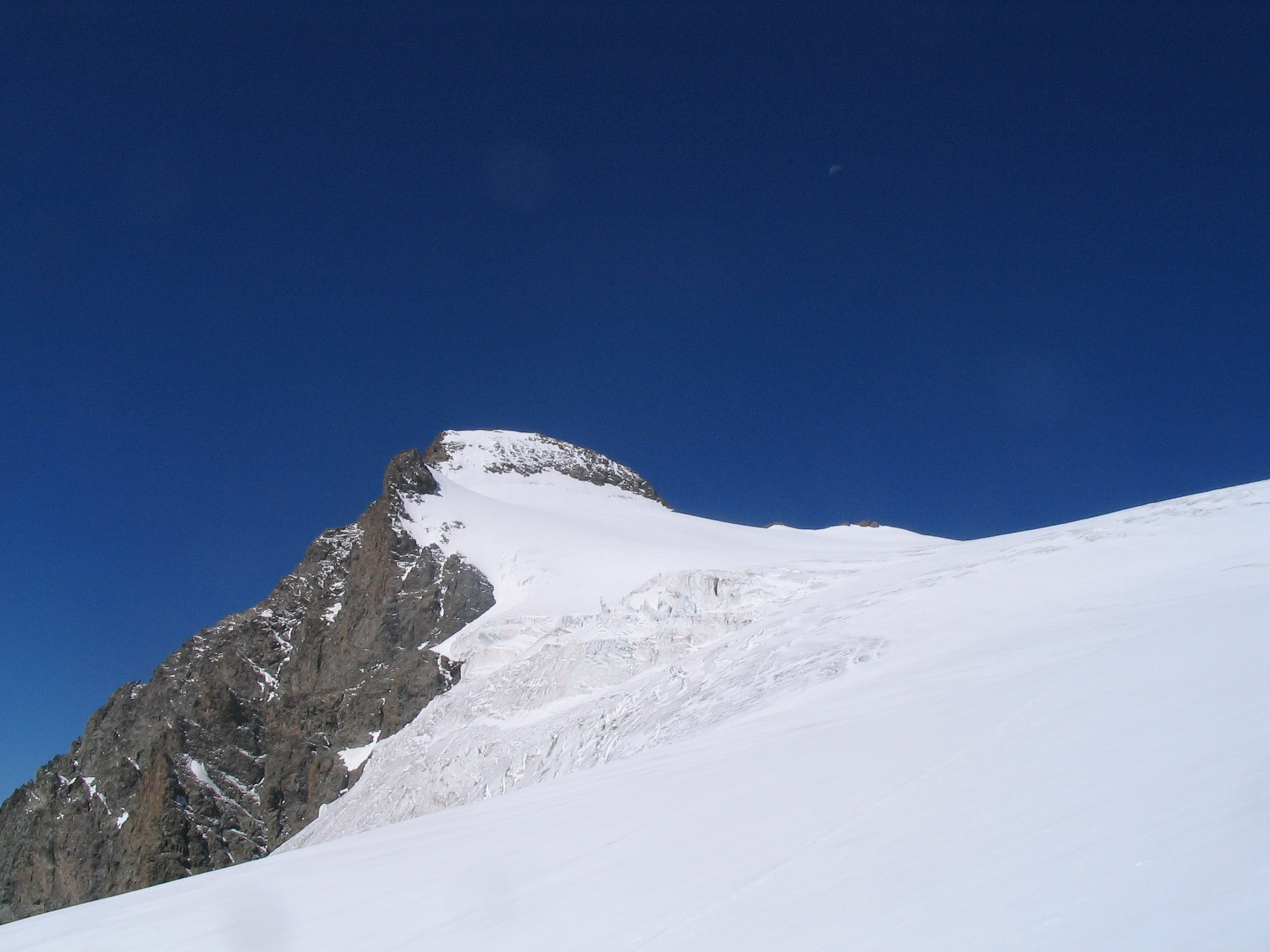
Les Rouies
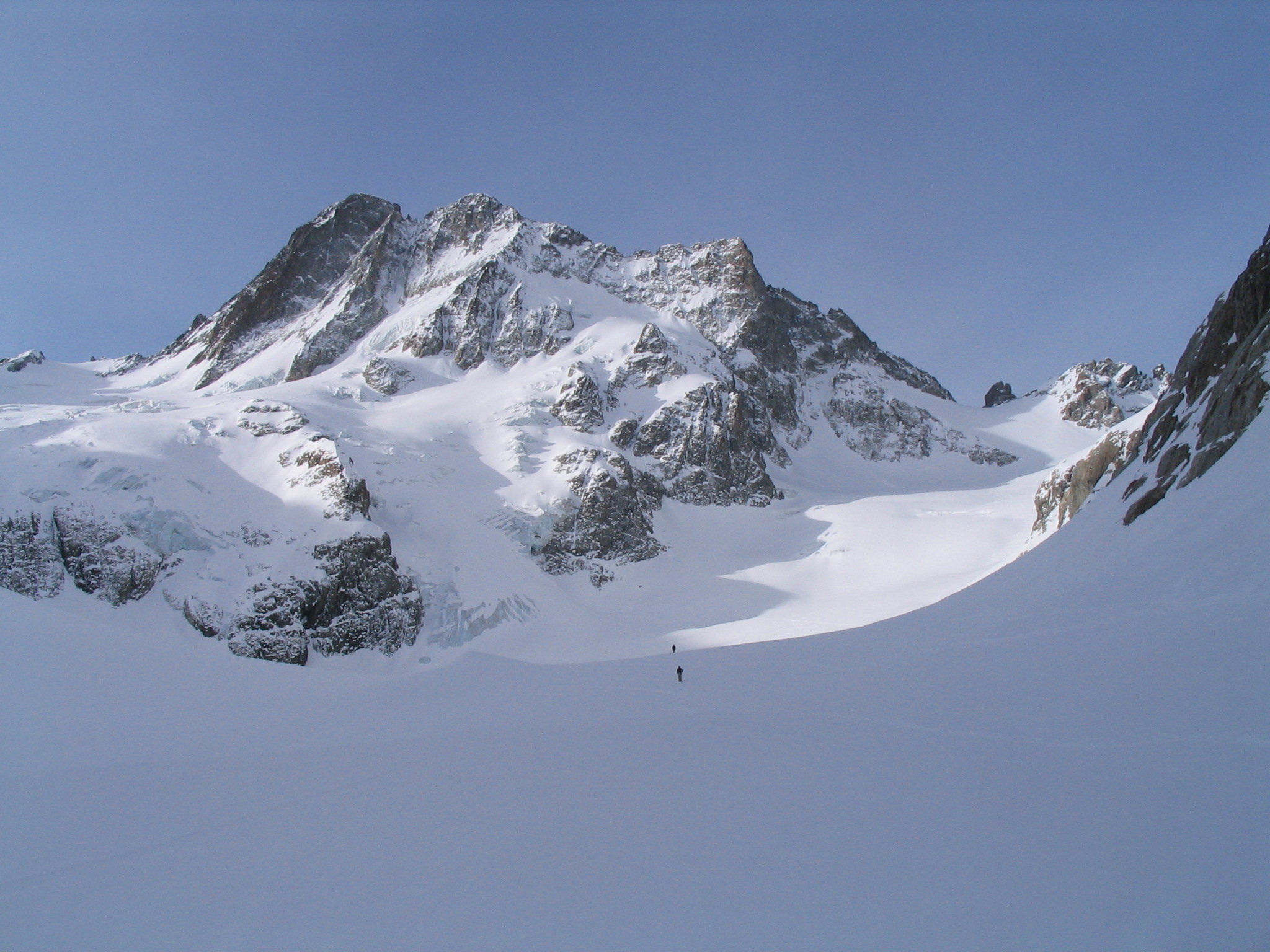
Les Bans
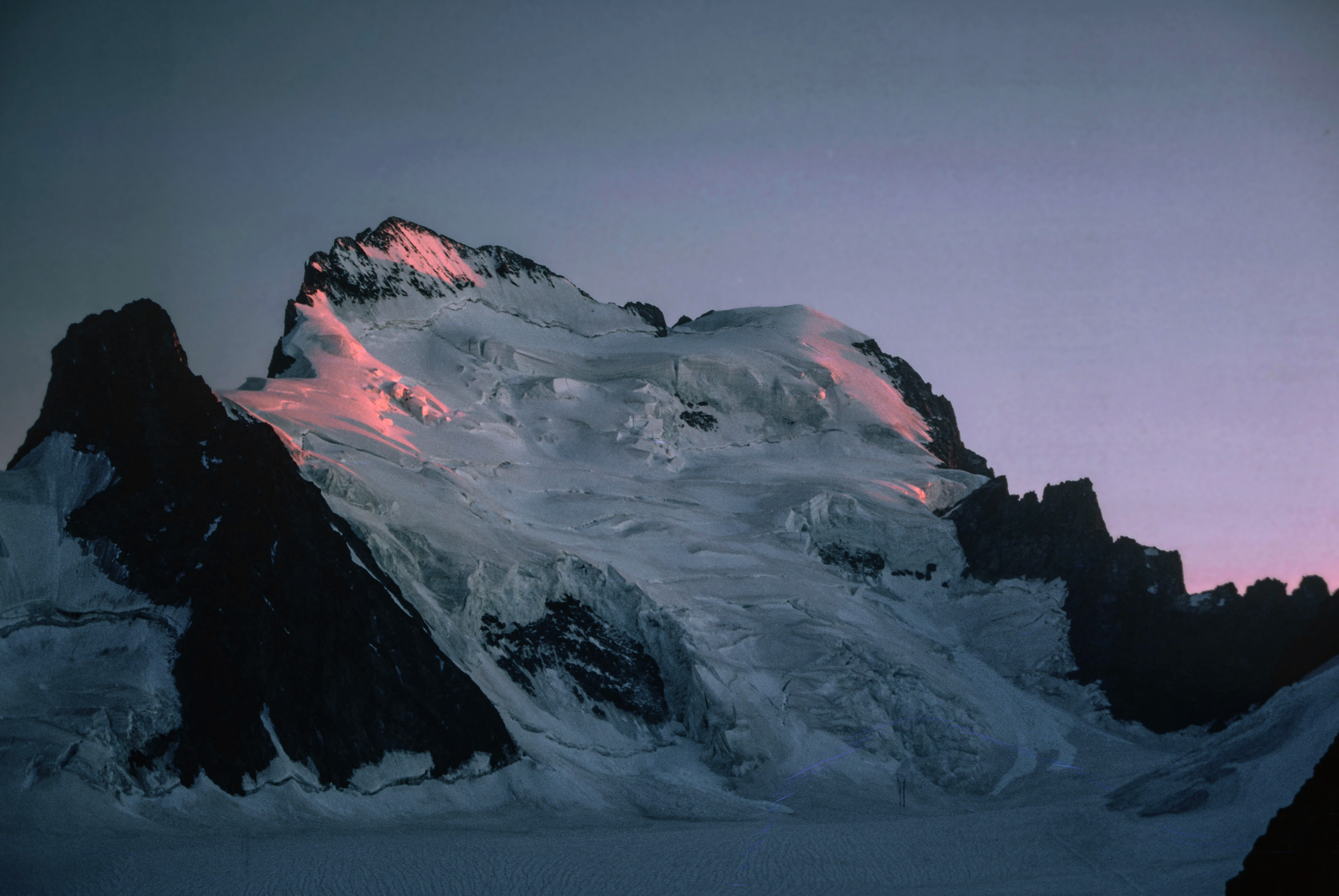
Soleil couchant sur la face Nord de la Barre des Écrins (4 103 m).

### Hydrographie

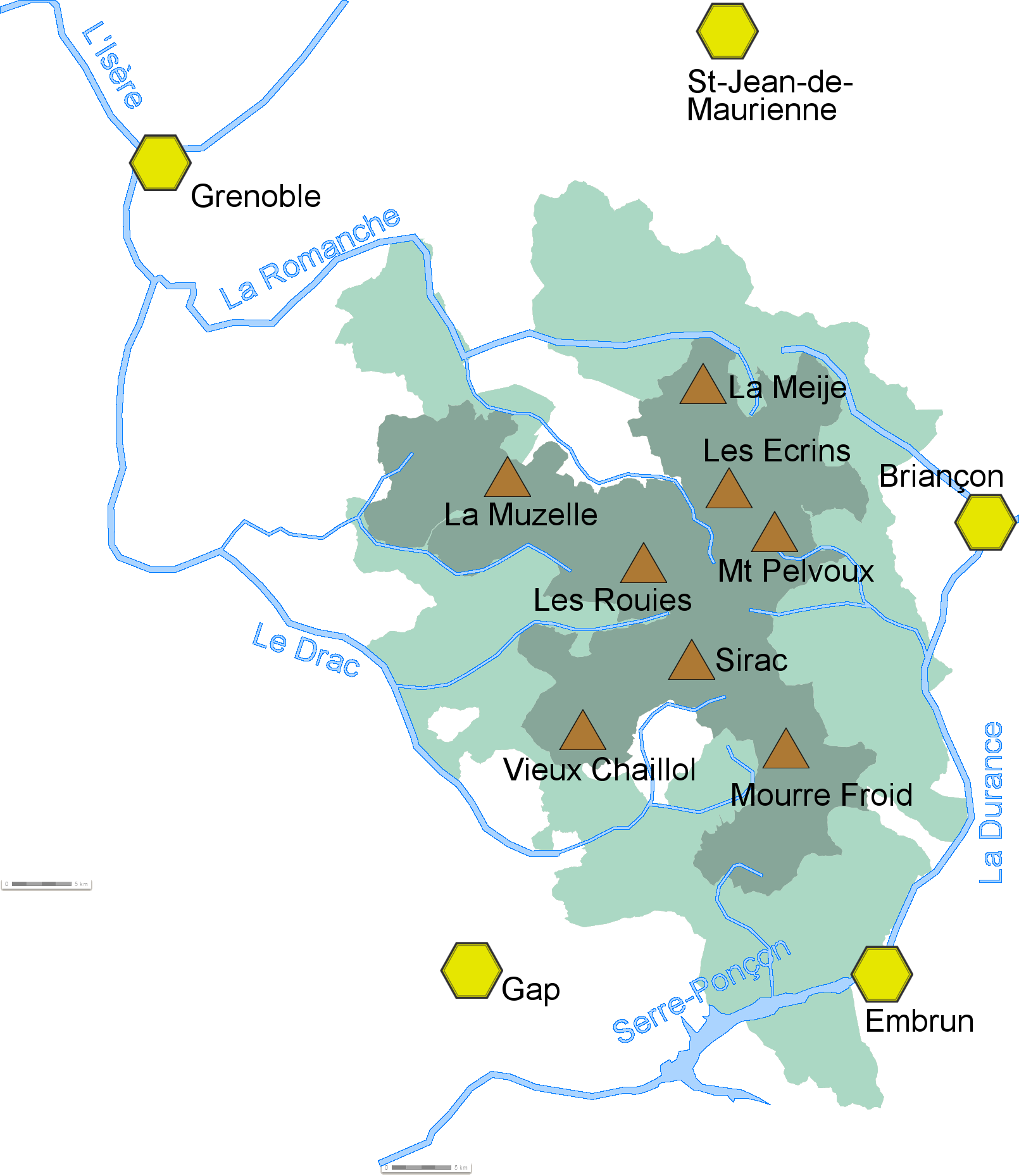
Carte des frontières, cours d'eau, sommets et villes du parc national des écrins.

Le parc des Écrins est arrosé par une douzaine de torrents principaux, qui se jettent ensuite en deux rivières distinctes : le Drac à l'ouest et au nord et la Durance à l'est et au sud,.

#### Affluents du Drac

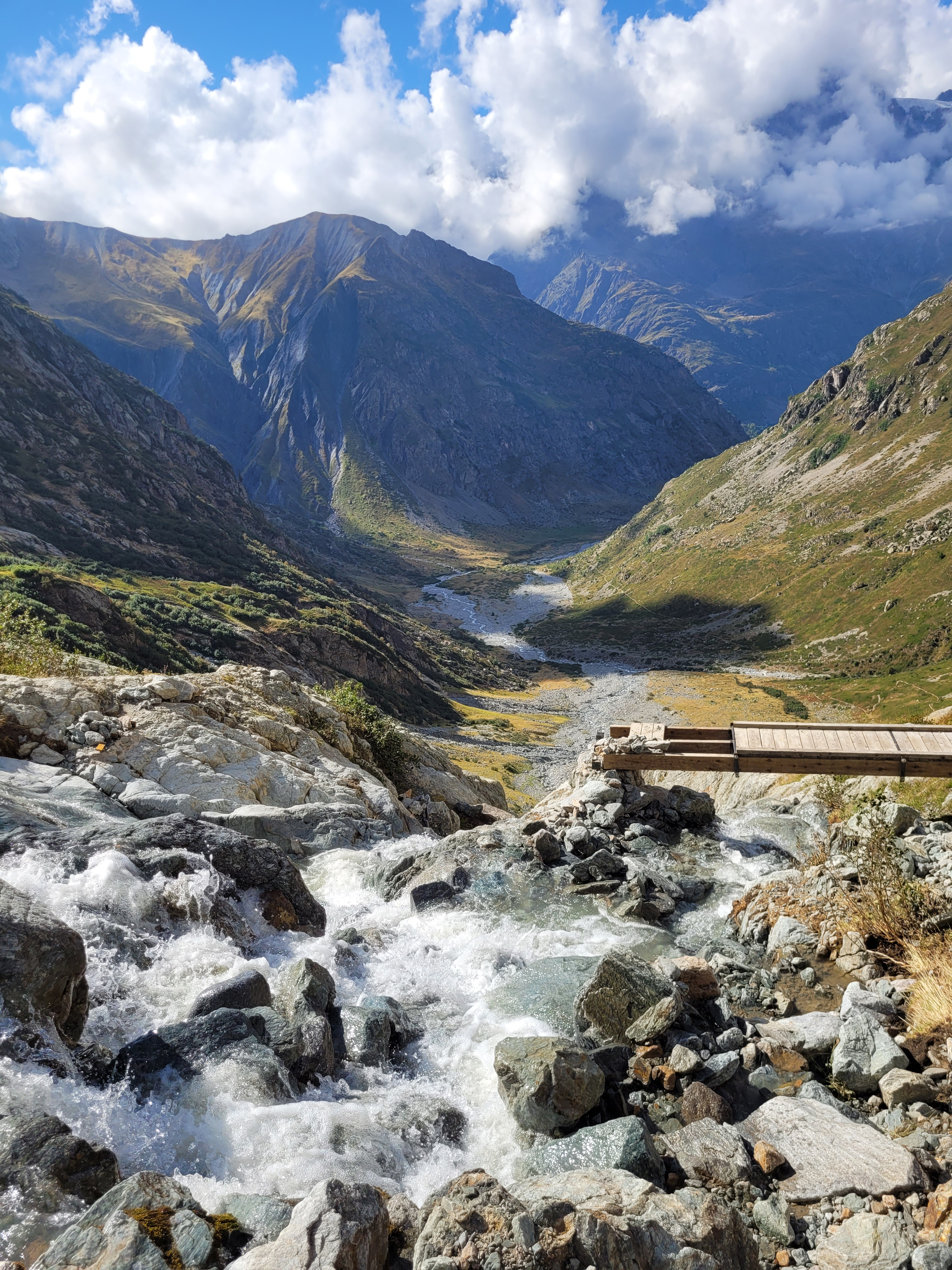
Le torrent du Sirac, affluent de la Séveraisse, dans le parc national des Écrins. Aout 2022.

Du plus oriental au plus occidental :
- la Romanche prend sa source du glacier de la Plate des Agneaux, à 2 143 m d'altitude. Elle se jette dans le Drac après 78,3 km.
- le Vénéon prend sa source du glacier de la Pilatte, à 2 577 m d'altitude. Il se jette dans la Romanche après 33,5 km.
- la Bonne prend sa source au lac des Pissoux, près du refuge de Font Turbat, à 2 632 m d'altitude. Elle se jette dans le Drac après 40,1 km.
- la Malsanne prend sa source au lac du Vallon, à 2 493 m d'altitude. Elle se jette dans la Bonne après 15,4 km.
- la Séveraisse prend sa source du glacier de Chabournéou, à 2 336 m d'altitude. Après avoir arrosé la vallée du Valgaudemar, elle se jette dans le Drac après 32,9 km.
- le Drac Blanc prend sa source dans le vallon du Rougnoux, à 2 419 m d'altitude. Aussi appelé Drac de Champoléon, il rejoint le Drac Noir sur la commune de Champoléon.
- le Drac Noir est considéré comme la branche-mère du Drac. Celui-ci prend donc sa source dans le massif du Mourre-Froid, à 2 423 m d'altitude, et se jette dans l'Isère après 130,2 km.

#### Affluents de la Durance

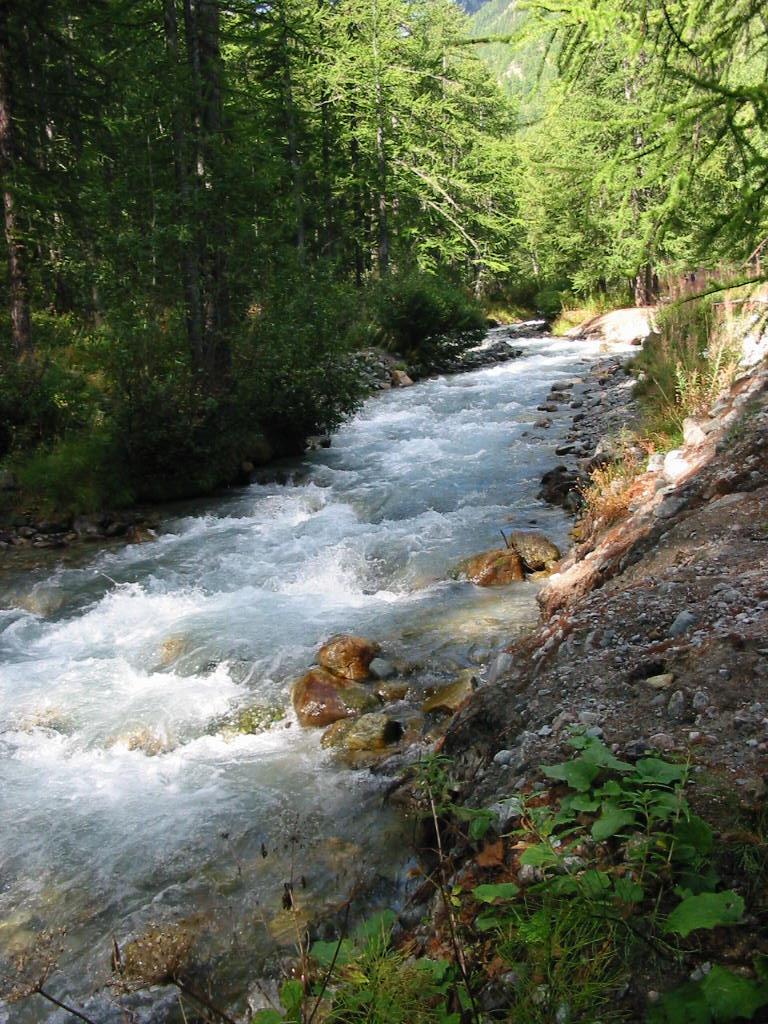
La Guisane avant son arrivée au hameau du Casset (commune du Monêtier-les-Bains).

Du plus oriental au plus occidental :
- la Guisane prend sa source au col du Lautaret, à 2 552 m d'altitude. Elle se jette dans la Durance à Briançon, après 27,7 km.
- le Gyr et l'Onde forment la Gyronde, qui se jette dans la Durance après 23,6 km.
- le Fournel prend sa source au Pic de la Cavale, à 2 908 m d'altitude. Il se jette dans la Durance à l'Argentière-la-Bessée après 19,2 km[22].
- la Biaysse prend sa source au col d'Orcières, à 2 611 m d'altitude. Elle se jette dans la Durance après 17,4 km.
- le Rabioux prend sa source dans le Vallon du Tissap, à 2 251 m d'altitude. Il se jette dans la Durance après 15,5 km.
- le torrent de Réallon prend sa source dans la Montagne de Charges, à 2 350 m d'altitude. Il se jette dans le Lac de Serre-Ponçon après 19,8 km.

#### Lacs
Le parc possède aussi un grand nombre de lacs spectaculaires.

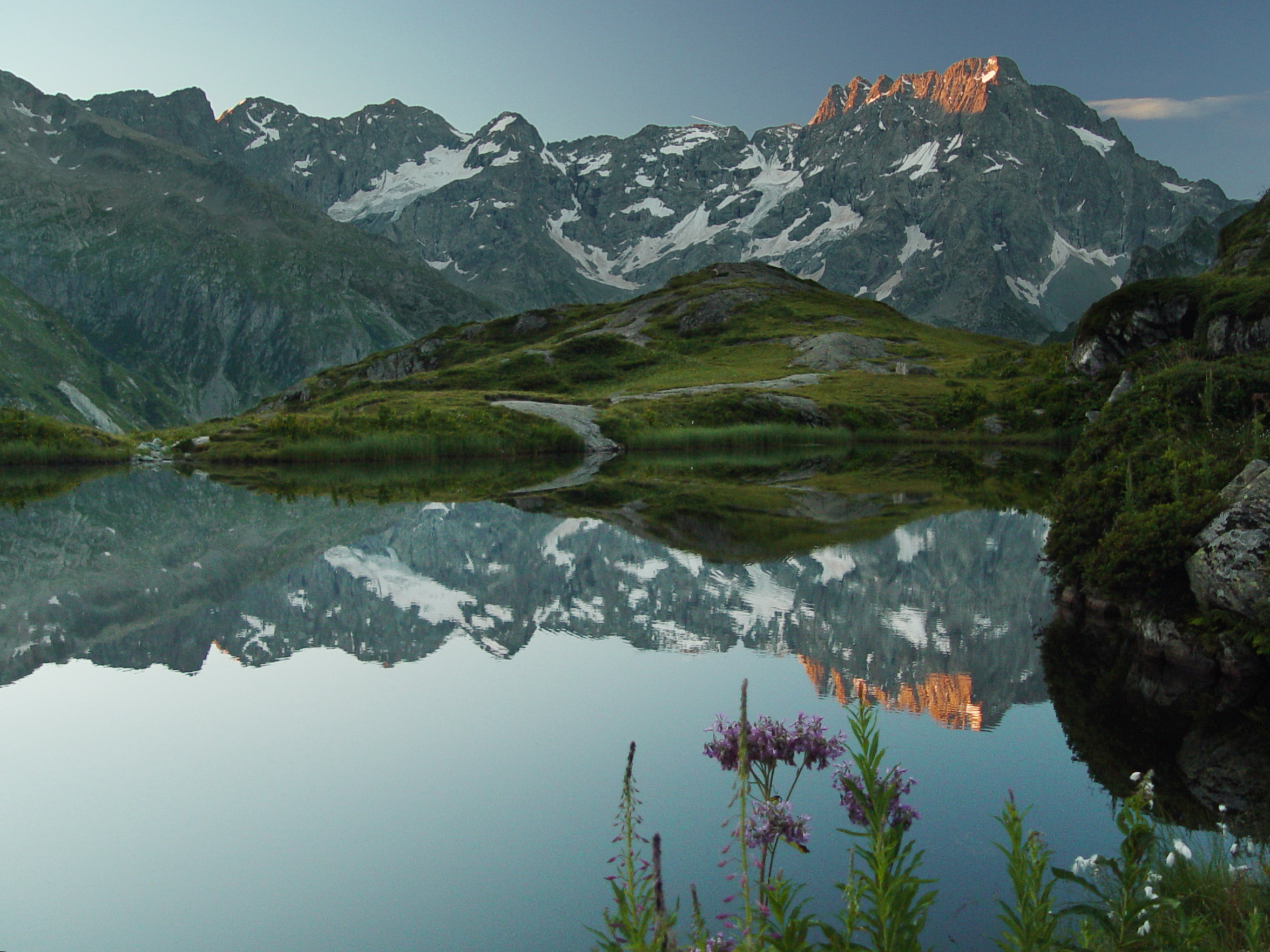
Le lac du Lauzon.

- Le Lauvitel est le plus profond et le plus grand du Parc : il fait entre 25 et 35 ha de superficie et entre 40 et 65 m de profondeur. Il se trouve au pied de l'Aiguille de Vénosc, près de la station des Deux Alpes.
- Tout près de celui-ci se trouvent le lac du Plan Vianney qui abrite de nombreux saumons et le lac de la Muzelle.
- Le lac du Lauzon est situé en contrebas des Rouies, au-dessus du torrent du Gioberney.
- Le lac des Pisses est situé près de la station de sports d'hiver d'Orcières.
- Les lacs de Crupillouse, à Champoléon, sont accessibles par une randonnée offrant points de vue et passages près des cascades.
- Les lacs du Pétarel sont une attraction touristique de la vallée du Valgaudemar.
- Le lac du Pavé est le plus haut et le plus froid du parc : à 2 820 m d'altitude, l'eau y est à 4 °C en surface.
- De nombreux lacs polaires, comme les lacs de l'Eychauda, des Rouies ou du glacier d'Arsine, restent englacés pendant la majeure partie de l'année.

### Climat
Le climat des Écrins a tendance à être très rude, malgré sa position relativement proche du Midi. En effet, ses nombreux glaciers conditionnent le climat du massif, et font des Écrins, une des parties les plus froides des Alpes. En hiver, à 4 000 m d’altitude, la température peut localement chuter à −45 °C. Plus bas, à La Grave par exemple, les conditions restent encore très rudes. En été, les conditions sont assez douces la journée et froides la nuit. Attention toutefois, au-dessus de 2500 à 3 000 m, le froid persiste, quelle que soit la saison.

### Communes du parc
| Les communes du parc national des Écrins A-F | Les communes du parc national des Écrins L-O | Les communes du parc national des Écrins P-S | Les communes du parc national des Écrins S-V |

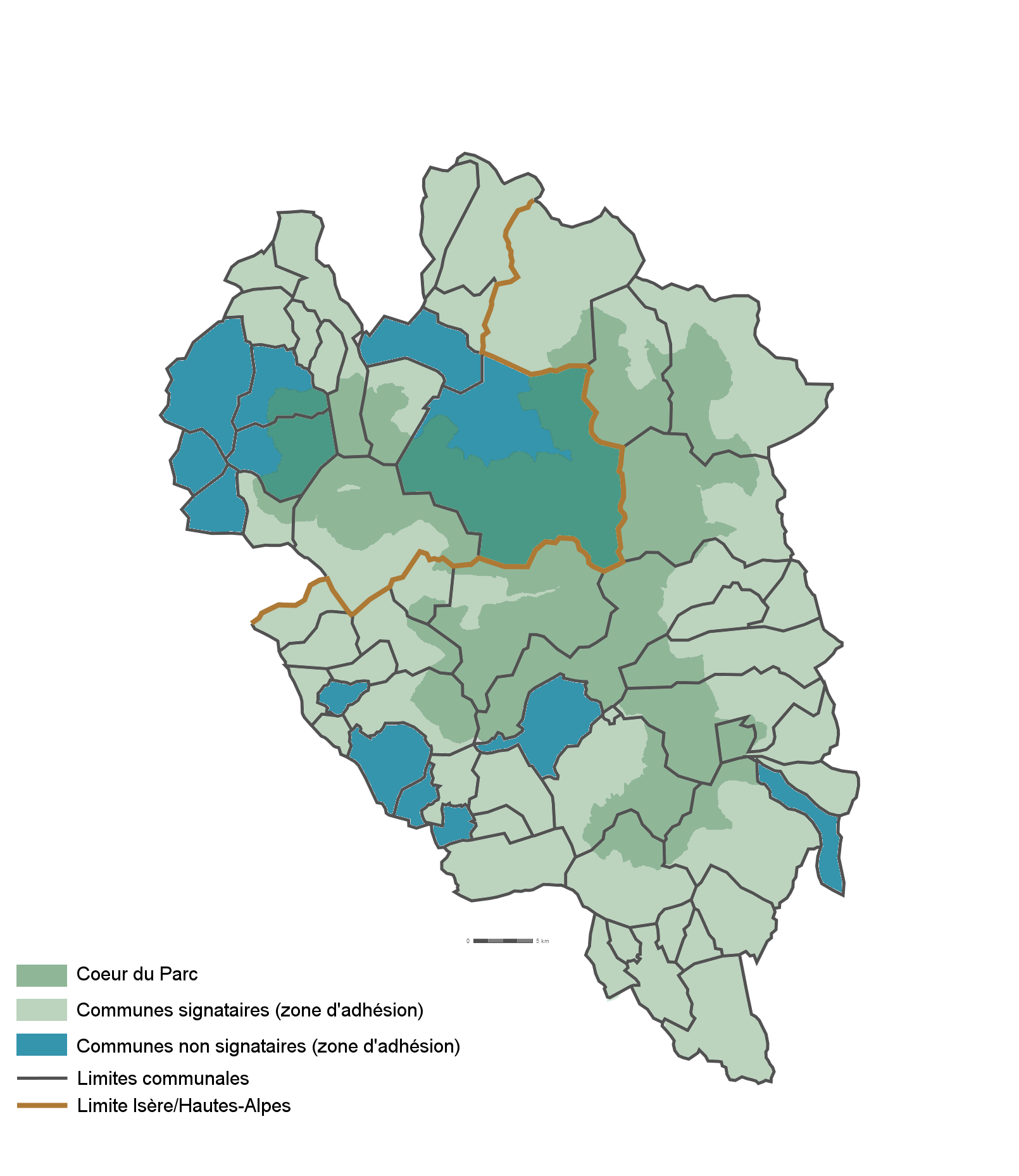
Carte des communes signataires de la charte d'adhésion de 2013.

| - Ancelle - Aspres-lès-Corps - Aubessagne - Bénévent-et-Charbillac - Besse-en-Oisans - Buissard - Chabottes* - Champcella - Champoléon* - Chantelouve* - Châteauroux-les-Alpes - Clavans-en-Haut-Oisans - Crots - Embrun - Entraigues - Freissinières | - L'Argentière-la-Bessée - La Chapelle-en-Valgaudémar - La Grave - La Motte-en-Champsaur - Lavaldens* - Le Bourg-d'Oisans - Le Monêtier-les-Bains - Le Périer* - Les Deux Alpes - Les Vigneaux - Mizoën - Orcières - Oris-en-Rattier* - Ornon - Oulles - Saint Christophe en Oisans | - Prunières - Puy-Saint-Vincent - Puy-Saint-Eusèbe - Puy-Sanières - Réallon - Réotier - Saint-Apollinaire - Saint-Bonnet-en-Champsaur* - Saint-Christophe-en-Oisans * - Saint-Clément-sur-Durance* - Saint-Firmin - Saint-Jacques-en-Valgodemard | - Saint-Jean-Saint-Nicolas - Saint-Julien-en-Champsaur* - Saint-Léger-les-Mélèzes - Saint-Maurice-en-Valgodemard - Saint-Michel-de-Chaillol - Savines-le-Lac - Valbonnais* - Valjouffrey - Vallouise-Pelvoux - Villar-d'Arêne - Villard-Notre-Dame - Villard-Reymond - Villar-Loubière |

L'astérisque (*) signale les communes non signataires de la Charte de 2013.

## Géologie
Les paysages du parc proviennent d'un rifting créant des bassins en demi-graben de dimension décakilométrique séparés par de grandes failles normales crustales puis des marges passives subsidentes.

## Vie sauvage
Dans le parc national des Écrins, ont été observés au moins 4 149 espèces de plantes et d'animaux. Elles se répartissent différemment selon les milieux existants, en lien avec les conditions géologiques, l'altitude, le climat, l'exposition, etc..

### Faune sauvage

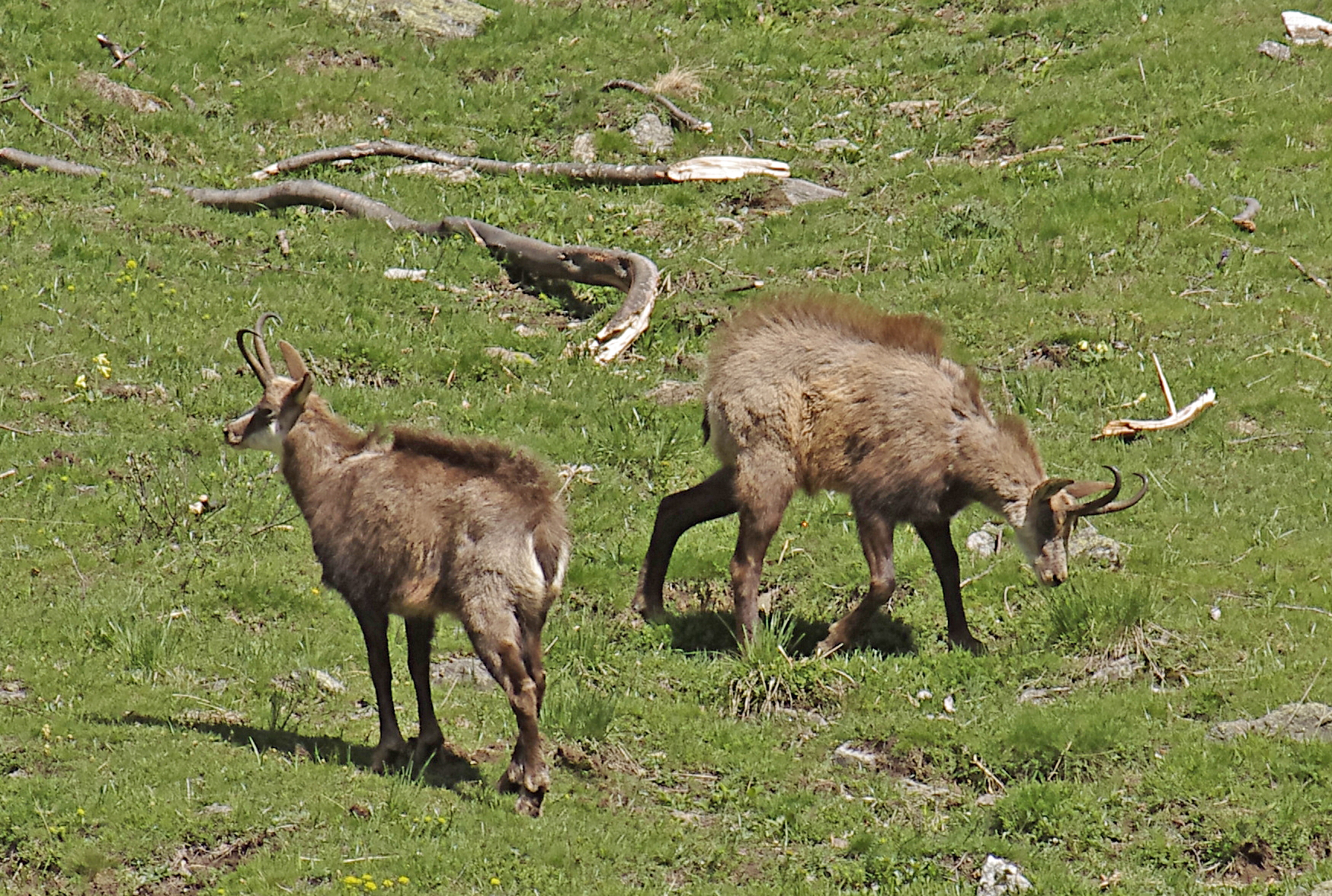
Chamois au printemps dans le vallon de Valsenestre, dans le parc des Écrins.

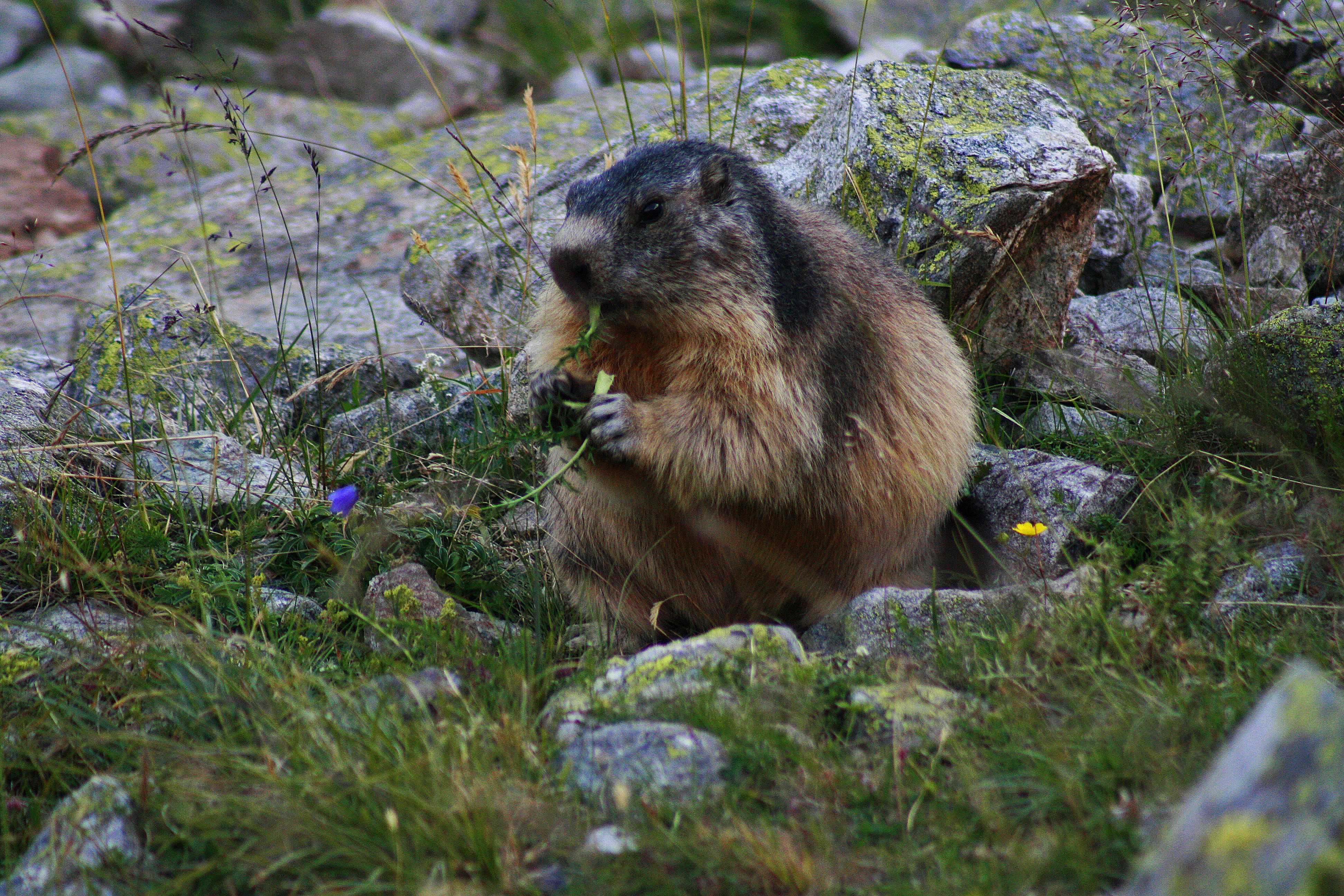
Marmotte des Alpes (Marmota marmota).

La faune du parc recouvre plus de 350 espèces de vertébrés (mammifères, oiseaux, reptiles et amphibiens) et un nombre encore inconnu d'invertébrés (insectes, escargots, mille-pattes, araignées, coléoptères, écrevisses, etc.). La plupart des premiers sont connus par les observateurs, tandis que la seconde catégorie comporte encore bien des découvertes à faire.
De nombreuses espèces de mammifères sont présentes dans le parc, comme :
- le chamois (environ 12 000[réf. nécessaire])
- le bouquetin des Alpes (environ 600 individus répartis en 3 populations[réf. nécessaire])
- la marmotte des Alpes
- le lièvre variable
- l'hermine
- l'écureuil roux
- le renard roux
- certaines chauves-souris, dont des murins[25]
- le loup gris[26],[27],[28]
- Le lynx boréal[29].

Les oiseaux sont aussi très présents, avec notamment l'aigle royal (40 couples recensés), le lagopède alpin (l'une des 10 espèces d'oiseaux à préserver prioritairement dans le cœur du parc national), le tétras lyre, le vautour fauve, le tichodrome échelette, la niverolle alpine, les chouettes de Tengmalm et chevêchette d'Europe, le gypaète barbu, le faucon pèlerin et le hibou grand-duc.
Parmi les insectes, la rosalie des Alpes est très présente, et parmi les reptiles, on trouve la vipère aspic.

### Flore

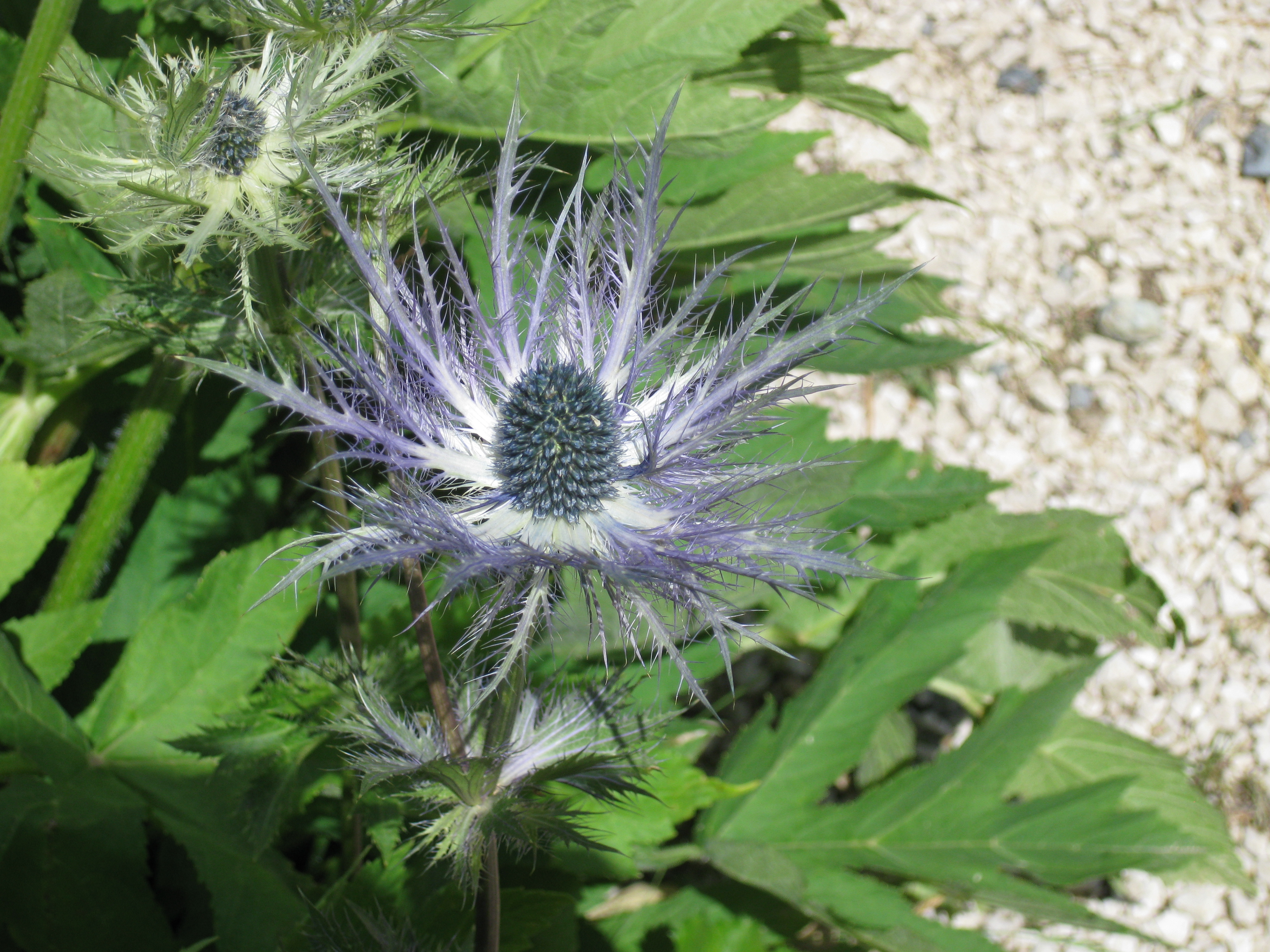
Chardon bleu des Alpes (Eryngium alpinum).

On rencontre sur le territoire du parc plus de 2 000 espèces de végétaux. Celles-ci se répartissent selon les milieux, mais aussi selon les altitudes, expositions, etc. Les pins et mélèzes sont très fréquents sur les versants, quant aux plantes à fleurs, on peut citer notamment les espèces emblématiques que sont le chardon bleu des Alpes, le sabot de Vénus, l'edelweiss, le génépi, mais aussi la saxifrage à feuilles opposées (Saxifraga oppositifolia) qui a été rencontrée jusqu'à 4 070 m d'altitude dans le parc, ce qui en fait la plante la plus haute de France. Mais on trouve bien d'autres espèces, dont des champignons, lichens, etc. La présence et le maintien de certaines espèces dans des milieux tels que les prés de fauche est parfois lié aux pratiques agricoles ancestrales.
Des espèces sont régulièrement découvertes sur le territoire du parc, dans des zones parfois extrêmes telles qu'en haute altitude. Par exemple, en 2021, sont découvertes des plantes de la famille des androsaces : l'androsace du Dauphiné (Androsace delphinensis) à 3 758 mètres d'altitude, l’androsace de Saussure (Androsace saussurei) à 3 500 mètres d'altitude, et l'androsace du Viso (Androsace vesulensis) à 3 841 mètres d'altitude ; certaines étant présentes dans d'autres massifs alpins.

## Missions
Le parc national a pour missions principales la préservation des espèces et des milieux, la connaissance et la transmission des savoirs et une bonne accessibilité du massif au public,.

### Connaissance des espèces et milieux, accueil de la recherche scientifique

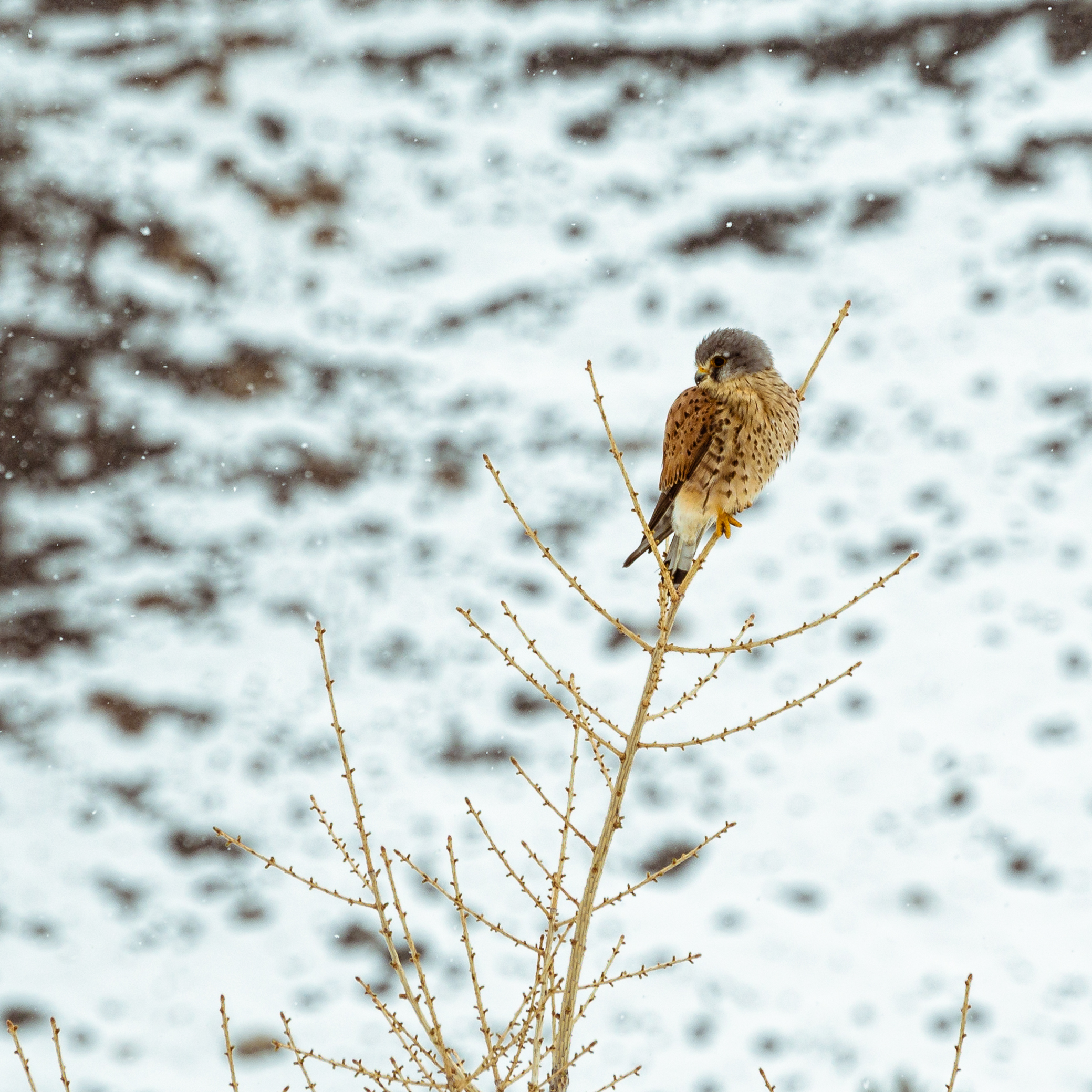
Faucon crécerelle (Falco tinnunculus).

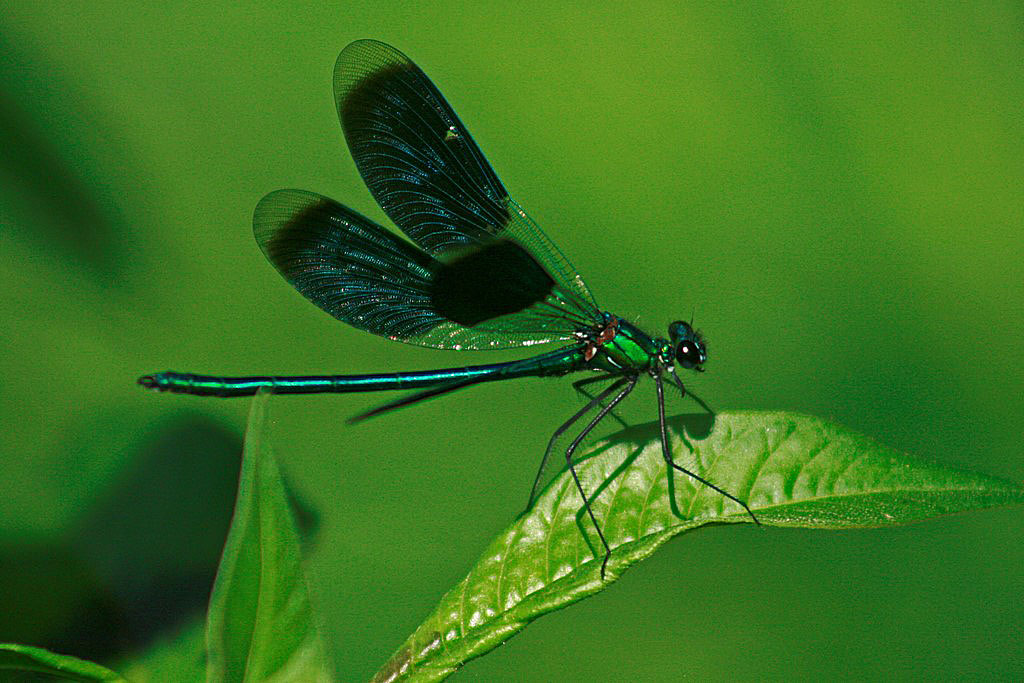
Calopteryx splendens.

Par le biais d'études et d'un suivi régulier des milieux et des espèces, le parc permet une meilleure connaissance de ceux-ci, leur fonctionnement et leur évolution. L'impact du changement climatique est également un point important de ces études et suivis. Le parc fait aussi partie d'un réseau de collecte de données naturalistes (dont l'Observatoire des galliformes de montagne, l'Observatoire de la grande faune et de ses habitats, le Réseau grands carnivores de l'Office national de la chasse et de la faune sauvage pour le suivi des deux grands prédateurs loup et lynx). Le public peut également participer aux observations et à la récolte de données en utilisant certains sites Web liés au parc.

### Préservation des espèces, des habitats et des ressources naturelles
Il permet aussi la mise en place de mesures permettant la protection et la gestion des espèces et des espaces, afin de protéger et pérenniser l'ensemble de ce patrimoine naturel. Le parc travaille aussi en lien avec les acteurs locaux et des professionnels tels que les agriculteurs, afin de préserver ces milieux ; concernant l'agriculture, la fauche de certaines prairies, en continuité avec les pratiques agropastorales des siècles passés, est, par exemple, bénéfique à la préservation de certains milieux et certaines espèces : cela préserve leur biodiversité, empêche l'installation de buissons ou arbustes qui, à terme, refermeraient ces prairies de fauche si elles n'étaient plus entretenues. Par ailleurs, le parc propose des actions de parrainage financier concernant certains animaux rares et aux populations fragiles, afin de financer les recherches à leur propos et faciliter leur protection.

### Accueil, sensibilisation du public et éducation à l'environnement
Depuis de nombreuses années, le parc national des Écrins mène des actions de sensibilisation et d'éducation à l'environnement, auprès du grand public (plus de 200 000 visiteurs par an dans ses espaces d'accueil), aussi bien que dans les écoles des communes qui le composent (avec des visites, des activités de découverte et des interventions thématiques dans les classes).
Le parc et ses agents entretiennent plus de 700 km de sentiers permettant la randonnée pédestre sur son territoire, favorisant la découverte de celui-ci. Une grande partie des chemins composant le sentier de grande randonnée 54 (GR 54 ou « Tour des Écrins »), l'un des trois principaux sentiers de grande randonnée des Alpes françaises, en font partie.

### Accompagnement et développement du territoire
Le parc est en lien avec de nombreux acteurs du territoire afin de mieux connaître, préserver et développer dans le respect du patrimoine naturel et culturel, le territoire et les activités dans les communes.

## Publications et atlas en ligne de la flore et de la faune du parc

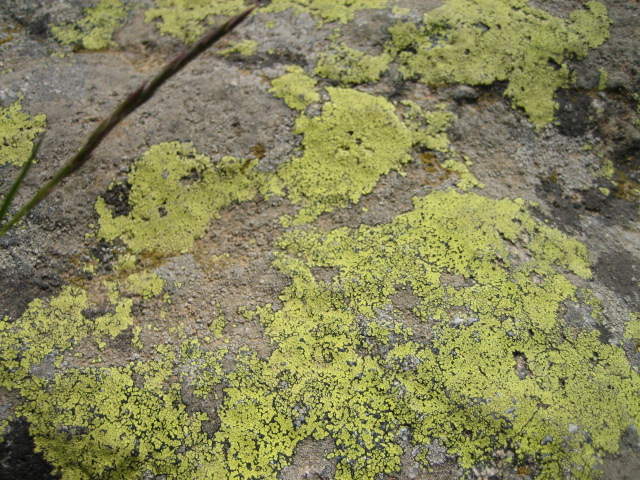
Lichen sur un rocher.

Le parc national des Écrins publie depuis de nombreuses années des guides et ouvrages concernant les territoires où il se trouve, aussi bien au sujet des paysages, des milieux, de la faune et de la flore, que du patrimoine bâti et des activités des habitants des vallées.
En 2011, l'application Geotrek a été créée par le parc en vue de gérer les sentiers et valoriser les itinéraires de randonnée ; elle est publiée sous licence libre et a été reprise et améliorée par d'autres structures en France (parcs nationaux, parcs naturels régionaux, communautés de communes et conseils départementaux),.
Depuis 2013, les données récoltées par le parc national des Écrins alimentent l'Inventaire National du Patrimoine Naturel.
Depuis 2016, Biodiv'Écrins, un atlas en ligne de la faune et de la flore du parc national des Écrins, favorise la diffusion et le partage de connaissances autour de ces thématiques. Cet outil a été inauguré par la secrétaire d’État à la biodiversité au Muséum national d'histoire naturelle à Paris. Il permet l'accès par Internet à toutes les observations des agents du parc depuis plus de 40 ans ; il est bâti avec l'outil GeoNature-Atlas, publié sous licence libre, qu'a développé le parc national des Écrins ,.

## Gestion et administration
Le Parc national des Écrins est un établissement public à caractère administratif placé sous la tutelle du ministère de l’Écologie, du Développement durable et de l’Énergie.
De nos jours, le siège administratif du Parc national des Écrins est situé à Gap. Il comprend : la direction, le secrétariat général et les trois services thématiques : aménagement/développement local, scientifique, et accueil/communication (services thématiques assurant le suivi de missions transversales).
Le Parc est divisé en 4 secteurs géographiques (Champsaur-Valgaudemar, l'Embrunais, la Vallouise-Briançonnais, l'Oisans-Valbonnais), où se trouvent les Maisons du Parc, et comporte en tout 7 lieux d'implantation à un niveau territorial. Ces derniers ont chacun une équipe de terrain, avec un fonctionnement décentralisé par rapport à l'ensemble du Parc, qui ont pour missions la gestion et l'animation de leur secteur au quotidien. Les Maisons du Parc ont un rôle d'accueil des visiteurs et sont également des lieux de rencontres avec les acteurs locaux.
Il existe un contrat d'objectifs entre l’État français et l'établissement public du Parc national des Écrins. Le plus récent est celui de 2015-2017.

### Instances de la vie du Parc

#### Le conseil d'administration
La majorité des membres de ce conseil d'administration est composée d'acteurs du territoire : des élus ou des « personnalités qualifiées ».

#### Le conseil scientifique
Une vingtaine de personnes compose ce conseil scientifique, toutes ayant des compétences reconnues dans la connaissance du patrimoine naturel et culturel. Les membres sont nommés par arrêté préfectoral.
L'avis de ce conseil est obligatoire pour tous les travaux concernant le cœur du Parc.

#### Le conseil économique, social et culturel

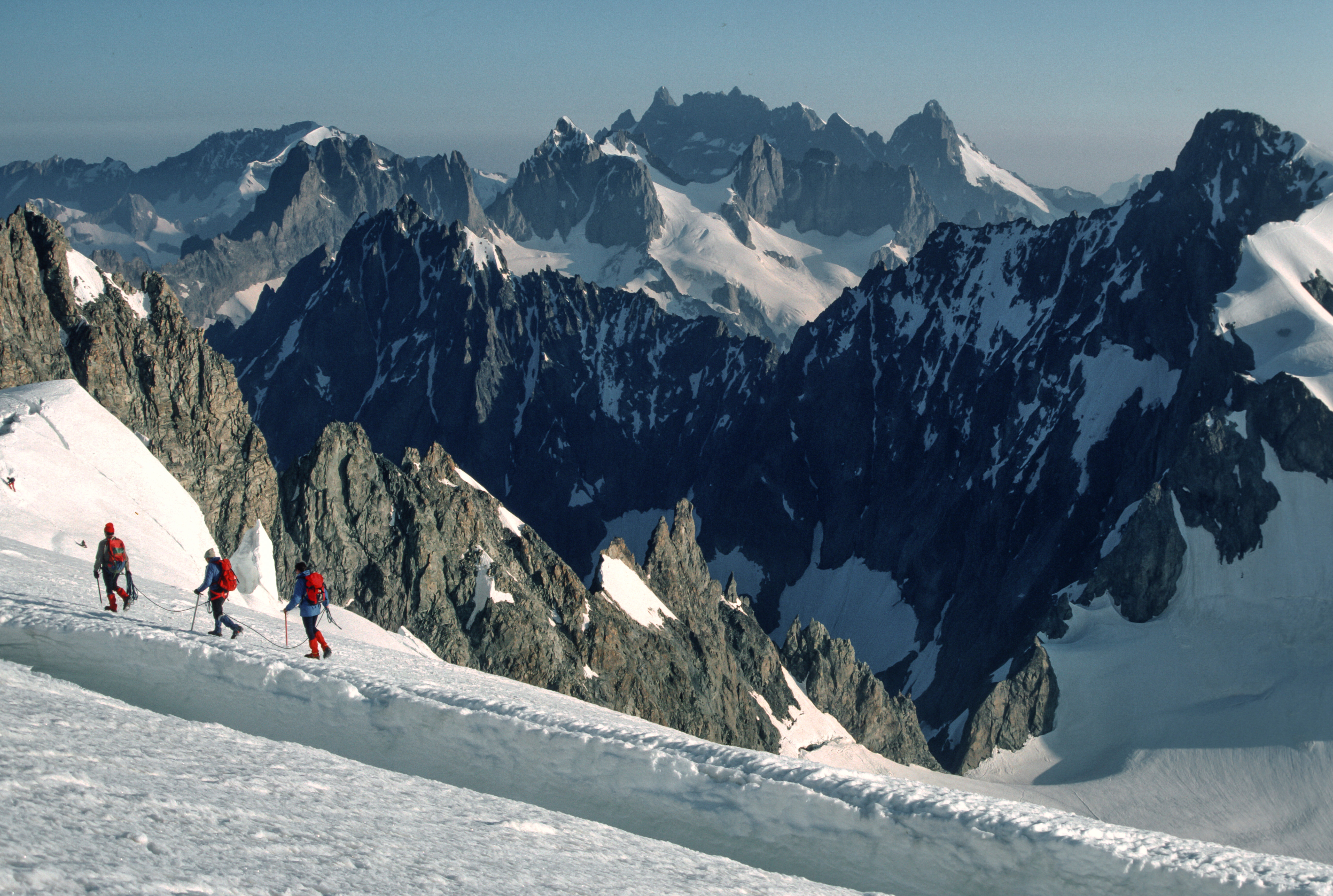
Tourisme et alpinisme dans le parc : ascension de la face Nord de la barre des Écrins, le plus haut sommet du massif (4103 m). Vue vers la Meije.

Cette instance a été créée par la loi de 2006 ; son installation ayant été réalisée le 15 novembre 2008. Elle est formée par des membres du conseil d'administration et des « personnalités compétentes et désireuses de contribuer au projet Parc ». Elle a pour objectif de favoriser la concertation avec les acteurs du territoire, d'organiser le débat sur les orientations à retenir pour le Parc et de suivre la mise en œuvre de celles-ci.
Ce conseil comporte des groupes de travail distribués sur plusieurs thématiques :
- « Patrimoines » (connaissance et gestion du patrimoine naturel ; bâti, savoir-faire, mémoire du territoire, pour le patrimoine culturel et paysager)
- « Accueil, pédagogie et culture » (infrastructures d’accueil, animations scolaires et pour le grand public, politique éditoriale, soutien à la vie culturelle)
- « Développement économique » (concernant l'agriculture, avec la gestion de l'espace, l'économie, etc. ; l'artisanat et le tourisme, avec une mise en réseau des acteurs du tourisme, des produits, la promotion, etc.)

### Direction du parc national des Écrins[14]

#### Liste des présidents du Conseil d'administration
- 1973 - Paul Dijoud
- 1981 - Robert de Caumont
- 1985 - Roland Martin
- 1993 - Patrick Ollier
- 2001 - Christian Pichoud
- 2015 - Bernard Héritier
- depuis décembre 2021 - Arnaud Murgia

#### Liste des directeurs
- 1970-1973 - Mission de création : Jacques Florent
- 1973-1983 : Michel Diès
- 1984-1989 : Denis Grandjean
- 1990-2000 : Philippe Traub
- 2001-2011 : Michel Sommier
- 2012-2016 : Bertrand Galtier
- 2016-2023 : Pierre Commenville
- depuis 2023 : Ludovic Schultz

#### Liste des directeurs adjoints
- 1975-1980 : Jean-Pierre Feuvrier
- 1981-1986 : Jean-Marc Michel
- 1987-1994 : Emmanuel Michau
- 1994-1999 : Philippe Maigne
- 2000-2008 : Jean-Michel Decoud
- 2008 : Thierry Durand
- 2022 : Samuel Thévenet

#### Liste des présidents du Conseil scientifique
- 1974-1982 : Roger Buvat
- 1982-2002 : Olivier Dollfus
- 2002-2006 : Jean-Pierre Raffin, expert en écologie, anciennement maître de conférences à l'Université Paris-Diderot de Paris
- depuis 2006 : Marie-Hélène Cruveillé

## Tourisme

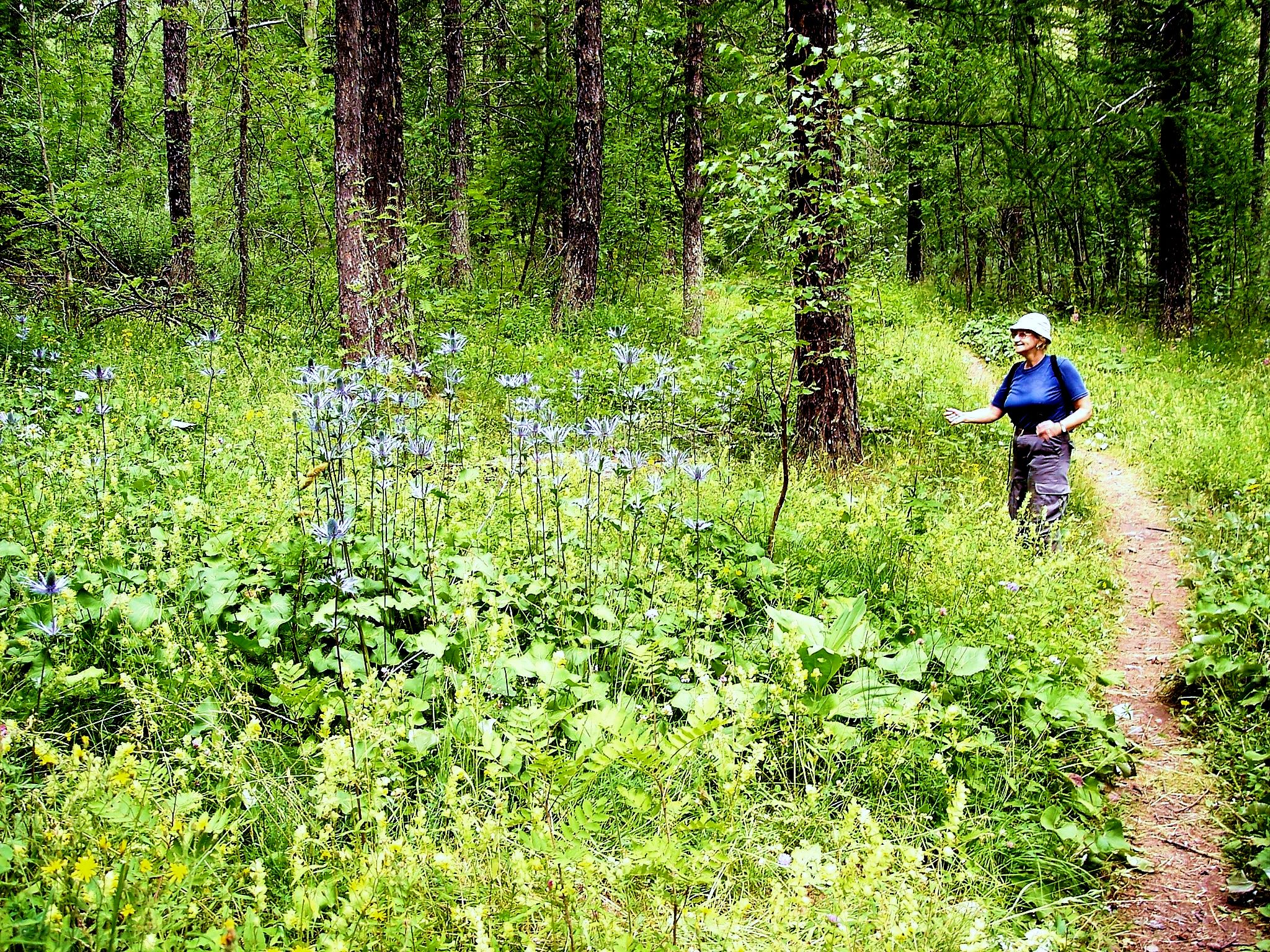
Un sentier de randonnée pédestre dans le vallon du Fournel (Hautes-Alpes), dans le parc national des Écrins. Au bord de celui-ci poussent de nombreux chardons bleus des Alpes.

### Infrastructures

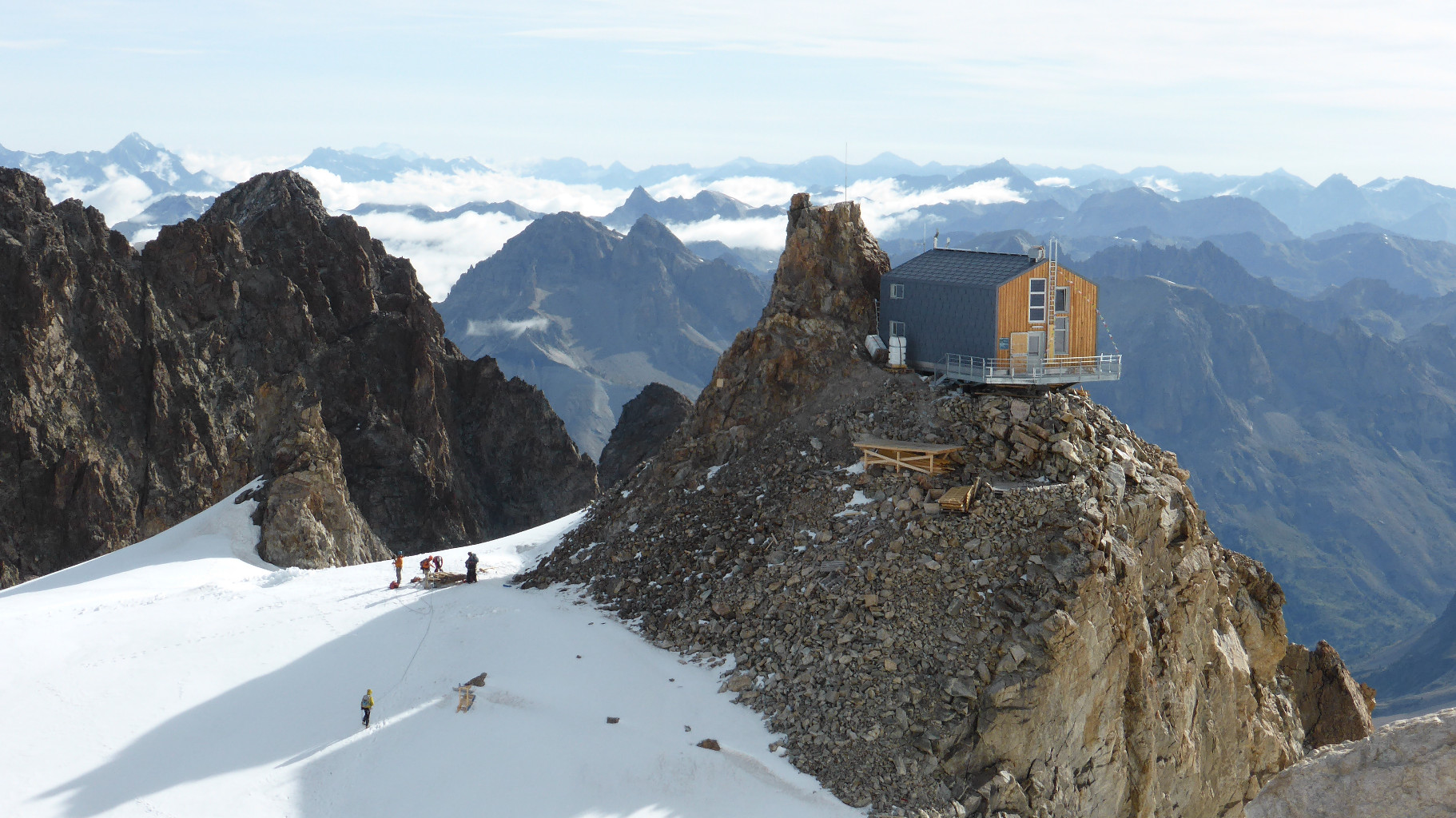
Un exemple de refuge situé dans le parc national des Écrins : le refuge de l'Aigle (vue du nouveau bâtiment en 2014).

Des « maisons du parc », situées sur plusieurs des communes sur lequel il se trouve, permettent l'accueil des visiteurs en quête de renseignements ou de découvertes et sont également le lieu d'expositions. Elles sont complétées par des « points d'info saisonniers » (sept maisons du parc et cinq points d'information saisonniers existent en 2023).
Plus de 700 km de sentiers permettent de parcourir en randonnée pédestre le territoire du parc national des Écrins ; une partie de ceux-ci font partie de l'itinéraire du sentier de grande randonnée 54 (GR 54), qui fait le tour du massif des Écrins et passe au cœur du parc. Des refuges de montagne et des abris spécifiques existent à certains endroits sur le parcours de ces sentiers. Le parc et ses agents font en sorte d'entretenir les infrastructures telles que les sentiers et passerelles franchissant les cours d'eau ; au XXIe siècle, le changement climatique en cours entraîne des intempéries qui augmentent les besoins de remise en état et les coûts d'entretien.

### Accessibilité
Les parcs nationaux français ont un programme d'amélioration de leur accessibilité aux personnes en situation de handicap, notamment depuis 2008. Cela concerne aussi bien l'aménagement des locaux d'accueil du public que les sentiers et lieux d'observation, mais s'étend aussi à la production d'outils de communication, d'interprétation et pédagogiques adéquats. Le parc possède également des joëlettes et matériels adaptés à différents milieux pour la circulation de personnes pouvant être en situation de handicap physique. En 2021, un recensement des sentiers et itinéraires adaptés à la circulation de joëlettes a lieu.

### Diffusion de la science auprès du grand public
Le parc des Écrins a mis en place des dispositifs de diffusion des connaissances et de vulgarisation scientifique. Parmi ceux-ci, se trouve le projet « Écrins, terre de science », en 2023, lors du cinquantenaire de la structure : ont eu lieu des conférences, des sorties sur le terrain et des « apéros-sciences », le tout associant scientifiques et grand public, autour de différents sujets (sociologie, histoire du patrimoine, hydrologie, glaciologie…).

### Fréquentation
En 2023, une enquête du parc sur quatre sites choisis afin de connaître sa fréquentation fait ressortir que la majorité des visiteurs en été sont des vacanciers ; parmi les provenances de l'ensemble des visiteurs, environ 8 à 15 % d'entre eux se sont déplacés depuis les départements sur lesquels le parc trouve sont territoire : Isère et Hautes-Alpes, et environ 33 % d'autres visiteurs proviennent plus largement des régions Auvergne-Rhône-Alpes et Provence-Alpes-Côte-d'Azur (le parc concernant des lieux de ces deux régions). L'expérience de la montagne diffère selon les sites fréquentés, et, par ailleurs, la connaissance de la règlementation du parc est variable. Les objectifs de randonnées cités par les visiteurs sont principalement l'aspect esthétique des paysages (pour environ la moitié des visiteurs), ainsi que, dans l'ordre décroissant du nombre d'intéressés : le sport (pour un cinquième des visiteurs), le patrimoine naturel, et la « recherche du calme et de la tranquillité ».
Les maisons du parc et points d'information saisonniers ont reçu 79 550 visiteurs durant l'été 2023, regagnant le niveau de fréquentation de 2019, après une baisse de fréquentation (du fait de la pandémie de covid-19) en 2020 et les deux années suivantes. Dans les refuges situés sur le territoire du parc, l'année 2023 compte plus de 53 000 nuitées. Sur la période allant de 2019 à 2023, la fréquentation des sites a varié, certains connaissent plus de fréquentation, d'autres moins ; en 2023, la fréquentation de l'aire d'adhésion au parc en été est toutefois en hausse sur tous les territoires.

### Diagnostic de vulnérabilité de la filière touristique dans les années 2020
Dans les années 2020, un « diagnostic de vulnérabilité de la filière touristique face au réchauffement climatique » est effectué par l’ADEME (Agence de la Transition Écologique) et le bureau d’études Ramboll, lors d'une expérimentation nationale française. Cela comprend une étude sur des évolutions possibles et des stratégies d'adaptation mobilisables.

## Le parc national des Écrins et le changement climatique
Au XXIe siècle, le parc national participe à l'observation des évolutions liées au changement climatique en cours, notamment en lien avec des études scientifiques. Ainsi, il participe au suivi de l'évolution des glaciers du secteur, récolte des données météorologiques ou sur les propriétés de l'air, mène le programme « Alpages sentinelles », et permet à plusieurs études scientifiques de se dérouler sur ses sites,. Ces études peuvent toucher aussi bien au suivi des paysages qu'à des recherches sur des écosystèmes, sur la pratique de l'alpinisme et le tourisme dans son secteur,, etc.. Le parc est concerné par la Zone Atelier Alpes (ZAA), qui associe le Centre national de la recherche scientifique (CNRS) et l'Institut national de recherche en sciences et technologies pour l'environnement et l'agriculture (IRSTEA, anciennement CEMAGREF) ; des recherches scientifiques s'y développent, telles que celles menées par le Laboratoire d'écologie alpine (Leca) qui mène des études dont certaines liées au changement climatique.

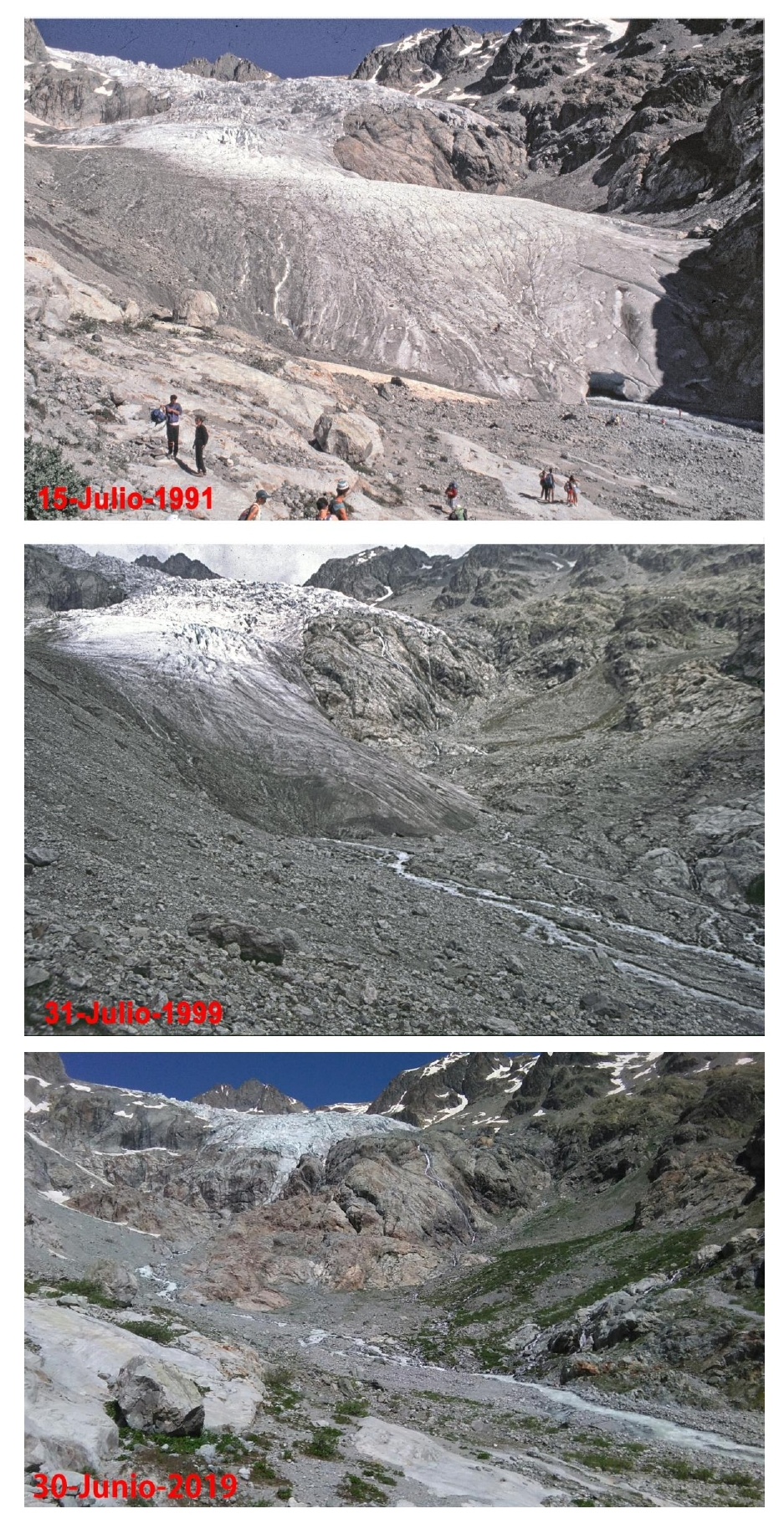
Images du retrait du glacier Blanc : vues de l'emplacement de son front glaciaire les 15 juillet 1991, 31 juillet 1999 et 30 juin 2019.

En ce qui concerne les glaciers, en 2009, les mesures effectuées par le parc concernent d'une part la mesure de la distance entre le front glaciaire et un point qui demeure le même pour chaque mesure de façon à établir l'évolution de cette distance dans le temps, et, d'autre part, un protocole de « bilan de masse d'un glacier » qui aboutit à l'évaluation de l'évolution de la masse du glacier dans le temps. Le parc effectue un suivi de l'évolution des fronts glaciaires notamment sur les glaciers de la Pilatte, Blanc (plus grand glacier du massif), Noir, de la Selle et du Sélé. Parmi ceux-ci, le glacier de la Pilatte est celui qui a le suivi le plus ancien puisque des mesures du recul de son front glaciaire sont faites depuis 1920, à l'époque par le service de Restauration des terrains en montagne (RTM). Le protocole de bilan de masse glaciaire est, quant à lui, notamment appliqué sur les glaciers Blanc (pour celui-ci, effectué à l'automne depuis l'an 2000, en partenariat avec des glaciologues de l'Institut national de recherche pour l'agriculture, l'alimentation et l'environnement (INRAE)), Noir et le Glacier rocheux de Laurichard. Le glacier Blanc fait aussi l'objet d'une cartographie précise en 2019. De plus, après 2023 et du fait de la disparition du glacier de Sarenne (situé à l'Alpe d'Huez, non loin du parc national des Écrins, et qui était suivi de manière scientifique depuis 1949), le glacier Blanc devient un nouveau lieu de mesures pour le service d’observation français « Glacioclim ». Les mesures effectuées dans le parc national des Écrins sont utilisées pour des statistiques et pour des études scientifiques. La superficie des glaciers du massif des Écrins a, par exemple, diminué de 16 km2 entre 1986 et 2009, étant de 100 km2 à la première date et de 84 km2 23 ans plus tard. Fin 2019, la superficie des glaciers de ce massif est légèrement supérieure à 7 000 hectares : « C’est deux fois moins qu’à la création du Parc national en 1973 » indique alors la préfecture des Hautes-Alpes. Le recul et la perte de masse des glaciers sont très visibles et sont en lien avec le changement climatique,.
Du fait du raccourcissement de la saison hivernale, de la hausse des précipitations et du réchauffement des températures, certaines zones du massif des Écrins « verdissent »,,,, c'est-à-dire qu'une végétation, qui n'y était pas ou peu, s'y installe et se développe. Entre 1984 et 2015, cela concerne environ deux tiers de la surface du parc, particulièrement à l'étage nival (situé entre la limite inférieure des neiges permanentes et celle supérieure des alpages), avec, en parallèle, un déclin de la végétation sur moins de 5 % de la surface du parc. Ce phénomène de verdissement est également connu dans l'Arctique et dans l'Antarctique ; d'autres recherches scientifiques ont montré que ce verdissement en altitude (davantage de biomasse végétale) concerne les Alpes de façon plus générale. Certaines des plantes qui s'installent dans ces parties des Écrins, en espèces pionnières, sont le génépi, la benoîte rampante, la renoncule des glaciers et le saxifrage, dont les racines leur permettent un bon ancrage dans les sols, mais aussi, selon les lieux, des arbres tels le mélèze ou le pin cembro. La présence de ces végétaux permet également à des animaux (par exemple des insectes, mais aussi les bouquetins et les chamois) de fréquenter davantage ces milieux et contribue à la stabilisation des sols. Toutefois, dans certaines zones, la compétition entre espèces peut se faire en défaveur de la biodiversité.
Regroupant des acteurs de différents milieux professionnels (scientifiques, métiers liés au pastoralisme, gestionnaires), le programme « Alpages sentinelles », initié par le parc après les importantes sécheresses en France des années 2003 et 2005, permet notamment de suivre les « conséquences du changement climatique et des pratiques pastorales sur les pelouses d'altitude ». Les observations et mesures portent principalement sur des données météorologiques, biologiques et techniques (liées pour certaines aux usages de la montagne).
Le parc national des Écrins est affecté par le changement climatique en ce qui concerne notamment l'augmentation moyenne des températures, le recul des glaciers, le dégel du pergélisol — qui peut, par exemple, engendrer l'effondrement de rochers qui étaient maintenus jusque-là par la glace —, des dégâts dus à des intempéries, l'évolution des paysages et des milieux naturels, des modifications de l'activité humaine et des nécessités liées à l'entretien des infrastructures humaines,. Certains refuges de montagne présents sur le territoire du parc connaissent des fermetures (temporaires ou définitives) en raison de conséquences locales du changement climatique : c'est par exemple le cas du refuge du refuge de la Pilatte (situé à 2 577 mètres d'altitude), fermé pour une durée indéterminée en 2021 en raison de mouvements de terrain associé au recul du glacier de la Pilatte,,. Les modifications dans le paysage, le recul des glaciers, le dégel de zones jusque-là fixées par le gel, engendrent la modification de certains itinéraires d'alpinisme ou leur degré de difficulté, voire le décalage dans le temps des accès (selon les saisons et le contexte météorologique du moment).